# همجنس‌گرایی

پرچم رنگین کمان، از نشانه‌های همجنس‌گرایان است. همچنین در کشورهای غربی، رستوران‌ها، بارها، کافه‌ها، یا مغازه‌هایی که گروه زیادی از همجنس‌گرایان از مشتریان‌شان هستند، از این نماد برای جلب مشتریان همجنس‌گرا استفاده می‌کنند.

همجنس‌گرایی به تمایل عاشقانه، تمایل جنسی، یا رفتار جنسی اشخاص همجنس گفته می‌شود. همجنس‌گرایی در کنار دگرجنس‌گرایی و دوجنس‌گرایی، سه ردهٔ اصلی را در طیف گرایش‌های جنسی تشکیل می‌دهند. همجنس‌گرایی به‌عنوان یکی از گرایش‌های جنسی، به‌معنی مجموعه‌ای از تمایل‌های جنسی، عاطفی، یا عاشقانه به افراد همجنس است که نسبتاً پایدار و مداوم باشند. به فردی که به جنس مخالف گرایش داشته باشد «دگرجنس‌گرا» و به افرادی که هم به جنس مخالف و هم به افراد همجنس تمایل دارند، «دوجنس‌گرا» می‌گویند. همجنس‌گرایی همچنین به تصور شخص از هویت جنسی‌اش نیز اطلاق می‌شود.
برای اشاره به افراد همجنس‌گرای زن، معمولاً واژهٔ لزبین (انگلیسی: Lesbian) و برای همجنس‌گرایان مرد، بیشتر از گی (انگلیسی: Gay)، استفاده می‌شود، البته اصطلاح گِی معمولاً هم به زنان همجنس‌گرا و هم به مردان همجنس‌گرا اشاره دارد.
دانشمندان عامل دقیق شکل‌گیری گرایش‌های جنسی را نمی‌دانند، اما معتقدند که برهم‌کنش پیچیده‌ای از عوامل ژنتیکی، هورمونی، و محیطی بر آن اثرگذار است. دانشمندان بیان می‌کنند که گرایش جنسی افراد، اختیاری یا ارادی نیست. هر چند هیچ فرضیه‌ای در توضیح علت تفاوت در گرایش‌های جنسی افراد مورد توافق عمومی قرار نگرفته‌است، با این حال دانشمندان فرضیه‌هایی را معتبرتر می‌دانند که بر تاثیر عوامل زیستی بر همجنس‌گرایی و دیگر گرایش‌های جنسی تأکید می‌کنند. مستنداتی که عوامل طبیعی و زیستی را در شکل‌گیری گرایش جنسی فرد (خصوصا در مردان) مؤثر می‌دانند بسیار بیشتر از شواهد موجود در مورد تأثیر عوامل محیطی است. طبق مطالعاتی که در نیم‌قرن گذشته انجام شده‌اند، مدرک محکمی وجود ندارد که نشان دهد تجربیات دوران کودکی، محیط خانواده، یا تربیت والدین، بر همجنس‌گرا شدن افراد مؤثر باشند.
با اینکه بعضی معتقدند همجنس‌گرایی غیرطبیعی است، اما مطالعات علمی نشان می‌دهد که همجنس‌گرایی یکی از تنوع‌های عادی و طبیعی در طیف رفتارهای جنسی انسان است و به‌تنهایی و ذاتاً مایهٔ ایجاد تأثیرات منفی در روحیه و روان شخص نمی‌گردد. از دههٔ ۱۹۷۰ مراجع پزشکی و روان‌پزشکی جهان، به‌طور رسمی همجنس‌گرایی را از فهرست بیماری‌های روانی خارج کرده‌اند. انجمن روان‌شناسی آمریکا در سال ۱۹۷۵، سازمان بهداشت جهانی در سال ۱۹۹۲، سازمان‌های بهداشتی انگلستان از سال ۱۹۹۴، سازمان‌های بهداشتی روسیه از سال ۱۹۹۹ و انجمن روان‌شناسی چین از سال ۲۰۰۱ از جملهٔ این سازمان‌ها هستند.
تقریباً تمام مراجع و انجمن‌های معتبر پزشکی، روان‌پزشکی، و روان‌شناسی جهان بر حمایت از حقوق اجتماعی دگرباشان جنسی و سلامت روانی آن‌ها تأکید دارند. انجمن روان‌پزشکی آمریکا، انجمن پزشکی آمریکا، انجمن ملی مددکاران اجتماعی آمریکا، انجمن مشاوران آمریکا، آکادمی پزشکی اطفال آمریکا، و کالج سلطنتی روان‌پزشکان بریتانیا هر کدام بیانیه‌ها یا دستورالعمل‌های فراوانی در این زمینه منتشر کرده‌اند. طبق اعلام انجمن روان‌پزشکی آمریکا، اغلب همجنس‌گرایان در روابط عاطفی پایدار هستند و حس عاطفی در همجنس‌گرایان با حس عاطفی موجود در دگرجنس‌گرایان برابر است و تفاوتی ندارد.
در ادبیات و هنر کهن برخی نقاط جهان به این پدیده اشاره شده‌است. ادیان ابراهیمی همچون یهودیت، اسلام و مسیحیت با همجنس‌گرایی مخالفت کرده‌اند، هرچند که در این رابطه در میان متخصصان دینی اختلاف نظر وجود دارد و برای نمونه، برخی از فرقه‌های مسیحیت همجنس‌گرایی را گناه نمی‌دانند.
تخمین تعداد افرادی که همجنس‌گرا شناخته می‌شوند و درصدی از مردم که تجربهٔ جنسی با هم‌جنس داشته‌اند، به‌دلایل مختلف برای پژوهشگران دشوار است. براساس مطالعات در جوامع مختلف، بین ۲٪ تا ۱۳٪ افراد جامعه در طول عمرشان شکلی از تماس جنسی با هم‌جنسشان را تجربه کرده‌اند.
روابط و رفتارهای همجنس‌گرایانه، همان‌گونه که برخی آن را ستایش کرده‌اند در طول تاریخ بسته به موقعیت، فرهنگ و زمان وقوع، محکوم نیز شده‌اند. از اواخر سدهٔ ۱۸ میلادی جنبش‌هایی به‌منظور شناساندن و گرفتن حقوق قانونی برابر همچون حق ازدواج، اتحاد مدنی، سرپرستی فرزندخوانده، استخدام، خدمت در ارتش و دسترسی برابر به خدمات درمانی برای همجنس‌گرایان به وجود آمده‌است.

## همجنس‌گرایی و هویت
همجنس‌گرایی طبق تعریف از دو بخش تشکیل یافته‌است: یک جزء روانی که به‌معنای تمایل شهوانی و جنسی به اشخاص همجنس است، و یک جزء رفتاری که به‌صورت انجام عمل جنسی و آمیزش با اشخاص همجنس تبلور می‌یابد. از دیگر عوامل تعیین‌کننده در همجنس‌گرایی، می‌توان به تعریف و شناخت فرد از گرایش جنسی خود یا به اصطلاح هویت جنسی او اشاره کرد. هویت جنسی بخشی از هویت شخص تعریف شده‌است که بازتاب‌دهندهٔ درک شخصی او نسبت به امیال جنسی‌اش است.
مفاهیم هویت جنسی و رفتار جنسی رابطهٔ نزدیکی با گرایش جنسی دارند، ولی از یکدیگر متمایزند. گرایش جنسی دربرگیرندهٔ کشش عاطفی، علایق، و امیال درونی است. هویت جنسی به‌معنای تصوری است که شخص از خود و گرایش جنسی‌اش دارد و خود را آن‌گونه می‌پندارد. رفتار جنسی به این معناست که شخص علی‌رغم گرایش یا هویت جنسی‌اش در عمل با چه شخص یا اشخاصی رابطهٔ جنسی برقرار می‌کند. رفتار جنسی اشخاص همیشه مطابق با گرایش جنسی آن‌ها نیست. برای مثال، یک شخص همجنس‌گرا یا دوجنس‌گرا که در منطقه‌ای که همجنس‌گراستیز است یا حقوق ال‌جی‌بی‌تی در آن رعایت نمی‌شود زندگی می‌کند، ممکن است از نظر هویتی خود را همجنس‌گرا یا دوجنس‌گرا نداند، یا برخلاف تمایل جنسی خود، با اشخاصی از جنس مخالف عمل جنسی انجام دهند.
بعضی اشخاص که از تمایل جنسی خود به همجنس ناراضی هستند، ممکن است تصمیم بگیرند که عامدانه هویتی برخلاف میل جنسی درونی خود بسازند. این امر سبب می‌شود که هویت گرایش جنسی شخص با گرایش جنسی واقعی او در تضاد باشد. در این موارد معمولاً از عبارت‌های سازگار یا ناسازگار استفاده می‌شود. برای مثال، در مورد زنی که تمایل جنسی به زنان دیگر دارد ولی خود را همجنس‌گرا نمی‌داند و تنها با جنس مخالف رابطهٔ جنسی برقرار می‌کند، می‌توان گفت که بین گرایش جنسی او (که همجنس‌گرایانه است) و هویت جنسی و رفتار جنسی‌اش (که دگرجنس‌گرایانه است) ناسازگاری وجود دارد. هویت گرایش جنسی (و نه گرایش جنسی) ممکن است تحت‌تاثیر روان‌درمانی، انجمن‌های حمایتی و رخدادهای متفاوت زندگی، دستخوش تغییر واقع شود.
در مطالعه‌ای که انجمن اجتماعی جنسیت در سال ۱۹۹۰ انجام داد، تنها ۱۶٪ از زنان و ۳۶٪ از مردانی که دارای میل جنسی به همجنس خود بودند خود را همجنس‌گرا یا دوجنس‌گرا می‌دانستند. بنابراین هویت جنسی لزوماً با جنسیت زیست‌شناختی، رفتار جنسی، یا گرایش جنسی واقعی شخص مطابق نیست. افرادی که گرایش جنسی همجنس‌گرایانه دارند ولی هویت جنسی خود را این‌گونه تعریف نکرده‌اند و خود را همجنس‌گرا نمی‌دانند، به اصطلاح همجنس‌گرای پستو نامیده می‌شوند.
مردان یا زنان همجنس‌گرا ممکن است بنا به دلایل مختلف، با اشخاصی از جنس مخالف وارد رابطه شوند. از جملهٔ این دلایل می‌توان به علاقه به تشکیل خانواده به مفهوم سنتی آن، سردرگمی‌های هویتی، یا نگرانی از مواجهه با تبعیض یا مجازات از سمت خانواده، جامعه، یا نهادهای مذهبی اشاره کرد. تخمین زده می‌شود که در ایالات متحدهٔ آمریکا ۲ تا ۴ درصد زنان دانسته یا ندانسته با مردانی ازدواج کرده‌اند که در ۵ سال گذشته با همجنس خود رابطهٔ جنسی داشته‌اند. بسیاری از مردانی که علایق همجنس‌گرایانه دارند، ممکن است از نظر هویتی خود را یک دگرجنس‌گرا تصور کنند که تنها دچار وسوسه‌های همجنس‌گرایانه شده‌است و امیدوار باشند با ازدواج و تشکیل خانواده از دست این احساسات خلاص شوند. ازدواج میان‌گرایشی در اکثر موارد زیر فشارهای هویتی و جنسی این اشخاص از هم می‌پاشد. تنها درصد پایینی از این ازدواج‌ها در بلندمدت به طلاق نمی‌انجامند.

### میل و رفتار
انجمن روان‌شناسی آمریکا، انجمن روان‌پزشکی آمریکا و انجمن ملی مددکاران اجتماعی، گرایش جنسی را به این عنوان تعبیر می‌کنند: «یک خصوصیت نسبتاً شخصی که به‌تنهایی و منحصراً توسط فرد قابل‌تعریف است. گرایش جنسی یک فرد، دنیای او را هویت می‌بخشد و وی را قادر می‌سازد شریک مناسبی برای رابطهٔ عاطفی خود بیابد.»
گرایش جنسی همانند جنس بیولوژیکی، هویت جنسی یا سن، معمولاً به‌عنوان یک ویژگی فردی مطرح شده و مورد بحث قرار می‌گیرد. این نگرش کامل نیست زیرا گرایش جنسی همواره در اصطلاحات مربوط به روابط تعریف می‌شود و لزوماً به وجود رابطه‌ای میان افراد نیاز دارد. فعالیت‌های جنسی و جاذبه‌های عاطفی با توجه به جنس بیولوژیکی افراد در دسته‌های همجنسگرایانه یا دگرجنسگرایانه قرار می‌گیرند. این موضوع مربوط به انجام رابطهٔ جنسی یا تمایل به آن توسط فرد دیگری است که می‌تواند گرایش جنسی خود را به‌صورت همجنسگرا، دوجنسگرا یا دگرجنسگرا بیان کند. این کار ممکن است به‌سادگی گرفتن دست‌ها یا تمایل به بوسیدن باشد. به همین دلیل، گرایش جنسی به‌طور جدایی ناپذیری با روابط عاطفی هر شخص مرتبط است تا نیازهای خود را در زمینهٔ عشق، ارتباط نزدیک برقرار کردن و صمیمیت برطرف کند. در ادامهٔ رفتارهای جنسی، این گونه ارتباطات عمیق که مربوط کشش جنسی نیستند، مانند: داشتن ارزش‌های یکسان، اهداف مشترک و تعهد در رابطه، می‌توانند کیفیت روابط را بهبود ببخشند.
مقیاس کینزی که مقیاس رتبه‌بندی دگرجنس‌گرا-همجنس‌گرا نیز نامیده می‌شود، تلاش می‌کند تا تاریخچهٔ جنسی یا قسمت‌هایی از فعالیت جنسی یک فرد را در یک زمان معین توصیف کند. از مقیاس ۰ به‌معنای منحصراً دگرجنسگرا تا ۶ به‌معنای منحصراً همجنسگرا استفاده می‌کند. در هر دو جلد مذکر و مؤنث گزارش‌های کینزی، یک درجه اضافی، که با عنوان «X» ذکر شده‌است، توسط محققان برای نشان دادن غیرجنسی بودن تفسیر شده‌است.

### رابطهٔ افراد همجنس
مطالعات نشان داده‌است که زوج‌های همجنس و جنس مخالف از نظر میزان رضایت و تعهد در روابط با یکدیگر برابر هستند، سن و جنس به‌عنوان پیش‌بینی‌کنندهٔ رضایت و تعهد نسبت به یک رابطهٔ قابل‌اعتمادتر از گرایش جنسی است و افراد کسانی که دگرجنس‌گرا یا همجنس‌گرا هستند، انتظارات و ایدئال‌های مشابهی در رابطه با روابط عاشقانه دارند.

### آشکارسازی
شکل‌گیری هویت جنسی همجنس‌گرایانه، روندی پیچیده و گاهی دشوار است. برخلاف دیگر اقلیت‌های جامعه (مثلاً اقلیت‌های قومی یا نژادی)، بیشتر اشخاص همجنس‌گرا یا دوجنس‌گرا، میان افرادی رشد می‌کنند که همنوعشان نیستند و بنابراین قادر نیستند از آن‌ها دربارهٔ هویت خود بیاموزند و مورد تصدیق یا حمایت هویتی قرار گیرند. بسیاری از اشخاص همجنس‌گرا در جوامعی رشد می‌کنند که نسبت به همجنس‌گرایی یا بی‌اطلاعند یا رفتاری خصمانه دارند.
بسیاری از همجنس‌گرایان و دوجنس‌گرایان در مقطعی از زندگی خود آشکارسازی می‌کنند. این اصطلاح به‌معنای خودافشاگری در خصوص گرایش جنسی است، به این معنا که شخص، گرایش جنسی خود را برای اشخاص دیگر آشکار می‌کند. روان‌شناسان معتقدند آشکارسازی در یک فرد ال‌جی‌بی‌تی، روندی چندمرحله‌ای است. در ابتدا شخص به این درک می‌رسد که با اطرافیان خود متفاوت است (حساس‌شدگی) و در مورد امیال جنسی و هویت خود دچار سؤال می‌شود (سردرگمی هویتی). در ادامه، شخص عملاً امکان همجنس‌گرا بودن را امتحان می‌کند و می‌آموزد چطور با تصور همجنس‌گرایی به‌عنوان مسئله‌ای ننگین یا مایهٔ شرم کنار بیاید (پذیرش هویتی). در مرحلهٔ نهایی، شخص، تمایل‌های جنسی‌اش را به‌صورت بخشی از هویت و تعریفش از خود درمی‌آورد (تعهد). با این وجود، روندی که توضیح داده شد همیشه خطی و یک‌طرفه نیست و ممکن است در خصوص لزبین‌ها، مردان همجنس‌گرا، و دوجنس‌گرایان متفاوت باشد.
مطالعه بر آشکارسازی و هویت جنسی در دیگر کشورها، نشان داده‌است که زوج‌های همجنس‌گرای آشکار نسبت به زوج‌های مخفی از رابطهٔ خود رضایت بیشتری دارند. احتمال آشکارسازی مردان همجنس‌گرا برای دوستان و خواهر و برادرانشان بیشتر از همکاران، والدین، یا خویشاوندان دورتر آنان است. همچنین در زنانی که خود را همجنس‌گرا می‌دانند، هر چه افراد بیشتری از گرایش جنسی آن‌ها باخبر باشند، اضطراب کمتر، احساسات مثبت‌تر، و اعتمادبه‌نفس بالاتری خواهند داشت.

## جمعیت‌شناسی
در بررسی نوشتجات در سال ۲۰۱۶ بیلی و همکاران بیان کردند که آنها «انتظار دارند که در همهٔ فرهنگ‌ها … اقلیتی از افراد تمایل جنسی (چه منحصراً یا غیرِانحصاری) به یک جنس داشته باشند.» آنها اظهار می‌دارند که هیچ مدرک قانع‌کننده‌ای وجود ندارد که نشان دهد جمعیت‌شناسی گرایش جنسی در طول زمان یا مکان بسیار متفاوت بوده‌است. مردان بیشتر تمایل دارند که منحصراً همجنس‌گرا باشند تا اینکه به‌طور مساوی به هر دو جنس جذب شوند، در حالی که عکس این امر در مورد زنان صادق است.
تخمین تعداد افرادی که همجنس‌گرا شناخته می‌شوند و درصدی از مردم که تجربهٔ جنسی با هم‌جنس داشته‌اند، به دلایل مختلف برای پژوهشگران دشوار است. بسیاری از مردم، با وجود داشتن تمایلات به فرد همجنس، ممکن است تمایلی به معرفی خود به‌عنوان همجنس‌گرا یا دوجنس‌گرا نداشته باشند. تحقیقات باید برخی از خصوصیات را اندازه‌گیری کنند که ممکن است تعیین‌کنندهٔ گرایش جنسی باشد یا نباشد. تعداد افراد دارای تمایلات همجنس‌گرا ممکن است بیشتر از تعداد افرادی باشد که به اساس آن تمایلات عمل می‌کنند، که به‌نوبهٔ خود ممکن است بیشتر از تعداد افرادی باشد که خود را همجنس‌گرا یا دوجنس‌گرا معرفی می‌کنند.
بررسی‌ها در فرهنگ‌های غربی به‌طور میانگین نشان می‌دهند که حدود ۹۳ درصد از مردان و ۸۷ درصد از زنان کاملاً دگرجنس‌گرا، ۴ درصد از مردان و ۱۰ درصد از زنان عمدتاً دگرجنس‌گرا، ۰٫۵ درصد از مردان و ۱ درصد از زنان به‌عنوان دوجنس‌گرا شناخته می‌شوند. ۰٫۵ درصد از مردان و ۰٫۵ درصد از زنان عمدتاً همجنس‌گرا و ۲ درصد از مردان و ۰٫۵ درصد از زنان کاملاً همجنس‌گرا هستند. اتحاد بین‌المللی اچ‌آی‌وی/ایدز تخمین می‌زند که در سرتاسر جهان بین ۳ تا ۱۶ درصد از مردان حداقل یک بار در طول زندگی با مرد دیگری رابطهٔ جنسی داشته‌اند.
بر اساس مطالعات عمده، ۲ تا ۱۱ درصد افراد در طول زندگی خود نوعی تماس جنسی همجنس را داشته‌اند. این درصد زمانی که جذابیت و رفتار همجنس یا هر دو گزارش شود، به ۱۶ تا ۲۱ درصد افزایش می‌یابد.
در سال ۲۰۱۹ تخمین زده شد که ۲٫۷ درصد از افراد بالای ۱۶ سال در بریتانیا به‌عنوان همجنس‌گرا و دوجنس‌گرا شناسایی شدند، این رقم در سال ۲۰۱۸، ۲٫۵ درصد بود. در آمارگیری بین سال‌های ۲۰۱۸ و ۲۰۱۹ جمعیت افرادی که به عنوان همجنس‌گرا و دوجنس‌گرا شناسایی شدند، در انگلستان از ۲٫۳ درصد به ۲٫۷ درصد و اسکاتلند از ۲ درصد به ۲٫۷ درصد افزایش پیدا کرد اما این آمار در ایرلند (۱٫۳ درصد) و ولز (۲٫۹ درصد) ثابت ماند.
مؤسسهٔ نظرسنجی گالوپ در سال ۲۰۲۱ گزارش کرد که ۱ درصد از جمعیت بزرگسالان آمریکایی خود را لزبین و ۱٫۵ درصد خود را گی می‌دانند. نظرسنجی این مؤسسه در ۲۰۲۰ نشان می‌داد که ۰٫۷ درصد از بزرگسالان خود را لزبین و ۱٫۴ درصد خود را گی می‌دانند. در سال ۲۰۱۲ دولت هند به دیوان عالی این کشور اعلام کرد که در این کشور ۲٫۵ میلیون فرد گی وجود دارد.
دانشمند داده در گوگل در کتاب همه دروغ می‌گویند می‌نویسد که با اینکه درصد کسانی که خود را مرد همجنس‌گرا می‌دانند بین ایالت‌های مختلف آمریکا متغیر است و در ایالت‌های مذهبی‌تر حتی به زیر یک درصد می‌رسد، جستجو برای پورن همجنس‌گرایانه مردانه توسط مردان در تمام ایالت‌های آمریکا یکسان بوده و حدود ۵٪ است. همچنین جستجو برای عبارت‌هایی مانند «آیا شوهر من همجنس‌گراست؟» در ایالت‌های مذهبی بالاتر است و بنابرین داده‌ها وی نتیجه‌گیری می‌کند که همجنس‌گرایی وابسته به محیط نیست اما محیط ضدهمجنس‌گرا باعث سرکوب یا پنهان‌کردن این تمایلات می‌شود.

## علل

### عوامل بیولوژیکی در مقابل عوامل محیطی
اگرچه دانشمندان مدل‌های بیولوژیکی را برای علت گرایش جنسی ترجیح می‌دهند، آنها معتقد نیستند که رشد گرایش جنسی نتیجه یک عامل واحد است. آنها به‌طور کلی بر این باورند که توسط فعل و انفعال پیچیده عوامل بیولوژیکی و محیطی تعیین می‌شود و در سنین پایین شکل می‌گیرد. شواهد به‌طور قابل توجهی بیشتر از علل غیراجتماعی و بیولوژیکی گرایش جنسی نسبت به دلایل اجتماعی، به ویژه برای مردان وجود دارد. هیچ شواهد قابل توجهی وجود ندارد که نشان دهد والدین یا تجربیات اولیه دوران کودکی نقشی در گرایش جنسی دارند. دانشمندان معتقد نیستند که گرایش جنسی یک انتخاب است.
آکادمی پزشکی اطفال آمریکا در سال ۲۰۰۴ در اطفال بیان کرد:
هیچ شواهد علمی مبنی بر اینکه فرزندپروری غیرطبیعی، سوء استفاده جنسی یا سایر رویدادهای نامطلوب زندگی بر گرایش جنسی تأثیر می‌گذارد وجود ندارد. دانش کنونی نشان می‌دهد که گرایش جنسی معمولاً در اوایل کودکی ایجاد می‌شود.
انجمن روان‌شناسی آمریکا، انجمن روان‌پزشکی آمریکا و انجمن ملی مددکاران اجتماعی در سال ۲۰۰۶ اعلام کردند:
در حال حاضر، هیچ اجماع علمی در مورد عوامل خاصی که باعث دگرجنس‌گرایی، همجنس‌گرایی یا دوجنس‌گرایی می‌شود وجود ندارد - از جمله تأثیرات احتمالی بیولوژیکی، روان‌شناختی یا اجتماعی گرایش جنسی والدین. با این حال، شواهد موجود نشان می‌دهد که اکثریت قریب به اتفاق بزرگسالان لزبین و گی توسط والدین دگرجنس‌گرا بزرگ شده‌اند و اکثریت قریب به اتفاق کودکانی که توسط والدین گی و لزبین بزرگ شده‌اند، در نهایت تبدیل به دگرجنس‌گرا می‌شوند.
تاکنون نظریات علمی مختلفی برای توضیح همجنس‌گرایی افراد ارائه شده‌اند. این نظریات ترکیب پیچیده‌ای از برهم‌کنش عوامل ژنتیکی، محیط ابتدایی رحم در زمان جنینی، و ساختار مغز را در شکل‌گیری گرایش جنسی دخیل می‌دانند و منجر می‌شوند که در نهایت یک انسان دگرجنس‌گرا، همجنس‌گرا، یا دوجنس‌گرا باشد. بیشتر مطالعات بر روی همجنس‌گرایی مردان انجام شده‌است و تحقیقات در این زمینه همچنان ادامه دارد.

### تفاوت در مغز
بعضی تحقیقات توانسته‌اند بین مغز همجنس‌گرایان و دگرجنس‌گرایان تفاوت‌هایی ساختاری شناسایی کنند. ناحیه ای در هیپوتالاموس قدامی انسان به نام هستهٔ سوم بین‌شبکه‌ای (INAH-3) وجود دارد که مشخص شده اندازه و تعداد سلول‌های آن بین مردان دگرجنس‌گرا و مردان هم‌جنس‌گرا متفاوت از هم است. همچنین بعضی نواحی هیپوتالاموس قدامی در انسان‌ها می‌توانند توسط استروئیدهای هورمون‌مانندی (مثل فرومون‌ها) تحریک شوند و این تحریک شدن بسته به جنس یا گرایش جنسی در زنان و مردان متفاوت است.

### هورمون‌های جنینی
شواهد مبتنی بر تأثیر هورمون‌های دوران جنینی بر گرایش جنسی انسان، هم به صورت مستقیم و هم غیرمستقیم یافت شده‌اند. از جمله شواهد مستقیم، می‌توان به نقش هورمون‌های دوران جنینی (مانند آندروژن‌ها) و اثرگذاری آن‌ها بر نقاط تعیین‌کننده‌ای در مغز جنین (مانند INAH-3) در زمان تمایز جنسی جنین تأکید کرد. بسیاری از تفاوت‌های جسمی و رفتاری بین همجنس‌گرایان و دگرجنس‌گرایان تحت تأثیر هورمون‌های دوران جنینی قرار دارند. از این مشخصه‌ها می‌توان به تفاوت در نسبت درازی انگشت‌ها بین همجنس‌گرایان و دگرجنس‌گرایان، ظرافت یا زمختی صورت، گسیل‌های صوتی گوش، بلندی قد، دست برتری، و رفتارهای مبتنی بر نقش جنسیتی اشاره کرد؛ بنابراین می‌توان نتیجه گرفت که هورمون‌های دوران جنینی نقش مهمی در شکل‌گیری گرایش جنسی کودک دارند.

### ژنتیک
برای بررسی تأثیر ژنتیک بر گرایش جنسی، از دو نوع پژوهش بسیار متفاوت استفاده می‌شود: مطالعه بر روی دوقلوها و مطالعه بر ژنتیک مولکولی. هدف از تحقیق بر دوقلوها، برآورد کلّی اهمیت اثر ژنتیک نسبت به اثرات محیطی بر روی گرایش جنسی است. مطالعات ژنتیک مولکولی نیز تلاش می‌کنند ژن‌های مخصوصی را که بر گرایش جنسی اثر می‌گذارند بیابند.

#### مطالعه بر روی دوقلوها
مطالعه بر روی دوقلوها، میزان اثر ژنتیک را نسبت به محیط به صورت کمّی بیان می‌کند. سر راست‌ترین نوع از این مطالعه، دوقلوهای همسانی را مورد مطالعه قرار می‌دهد که کمی بعد از تولد از هم جدا شده باشند و در محیطهای جداگانه و نا مرتبط رشد کرده باشند. با این حال دوقلوهای همسانی که از تولد جدا شده باشند بسیار کمیاب‌اند، و دوقلوهای همسان جدا شده‌ای که حداقل یک نفر از آن‌ها همجنس‌گرا باشد حتی کمیاب‌تر است، بنابراین مطالعات کلاسیک بر دوقلوها، بر آن‌هایی انجام شده‌است که با هم بزرگ شده‌اند (چون تعداد بالاتری دارند). این مطالعات به ما امکان اندازه‌گیری چند متغیر را می‌دهد: تأثیر ژنتیک، تأثیر محیط مشترک، و تأثیر محیط غیرمشترک. در دوقلوهایی که با هم بزرگ شوند، محیط مشترک منجر به شباهت و محیط غیرمشترک منجر به تفاوت آن‌ها می‌شود.
یکی از ایرادات این نوع تحقیق بر روی دوقلوها این است که برای گزارش گرایش جنسی آن‌ها از پاسخ‌های خود آنان استفاده شده‌است. در این روش احتمال غلط بودن پاسخ‌نامهٔ بعضی از دوقلوها وجود دارد و بسیاری از آنان ممکن است علایق همجنس‌گرایانهٔ خود را انکار کنند، بنابراین ممکن است که ناسازگاری واقعی بین گرایش جنسی دوقلوهای همسان کمتر از چیزی باشد که گزارش می‌شود.
از دیگر ایراداتی که در خصوص این نوع تحقیقات مطرح می‌شود، روش نمونه‌گیری است. بسیاری از تحقیقات (خصوصا تحقیقات قدیمی مربوط به دهه‌های ۸۰ و ۹۰ میلادی) از نمونه‌گیری هدفمند استفاده کرده‌اند. در نمونه‌گیری هدفمند، دوقلوهای غیردگرجنس‌گرا از طریق مثلاً آگهی یا خبررسانی دهان به دهان، به‌طور خاص شناسایی و به منظور پژوهش انتخاب می‌شوند. در این روش احتمال زیادی وجود دارد که مجموعهٔ نمونه‌ها جهت‌دار بوده و نمایانگر جامعهٔ واقعی نباشند، زیرا دوقلوهایی که گرایش جنسی یکسان با هم دارند احتمال بیشتری دارد که در این تحقیقات داوطلب شوند؛ بنابراین نتایج تحقیقات دچار تورش (سوگیری) شده و در نتیجه میزان ارث‌پذیری یا ژنتیکی بودن گرایش جنسی بیش از میزان واقعی محاسبه می‌گردد.
علیرغم مشکلات یاد شده، به‌طور کلی و با در نظر گرفتن تمام مطالعات می‌توان نتیجه گرفت که حدود یک سوم از دگرش‌ها (واریاسیون) در گرایش‌های جنسی به دلیل تفاوت در ژن‌هاست و بنابراین گرایش جنسی در انسان نسبتاً ارثی است. با همین محاسبات میزان تأثیر محیط غیرمشترک ۰٫۴۳، و میزان تأثیر محیط مشترک نیز مقدار باقی‌مانده یعنی ۰٫۲۵ است.

#### مطالعات ژنتیک مولکولی
همان‌گونه که مطالعه بر دوقلوها به‌طور کلی مشخص می‌کند که مجموعهٔ ژن‌ها چقدر بر بروز یک مشخصه تأثیر دارند، مطالعات ژنتیک مولکولی نیز توانایی این را دارند که ژن‌های خاصی که مسئول ایجاد این مشخصه هستند و همچنین مسیری که از ژن به صفت ختم می‌شود را شناسایی کنند.
یکی از مشهورترین مطالعات در این زمینه، یک تحقیق پیوستگی ژنتیکی در سال ۱۹۹۳ است که ناحیه‌ای را در کروموزوم جنسی به نام Xq28 شناسایی کرد که مسئول ایجاد گرایش جنسی در مردان بود. نکته قابل توجه دیگر در این مقاله وجود شواهدی بود که نشان می‌داد احتمال اینکه مردان همجنس‌گرا خویشاوندان مذکر همجنس‌گرایی در سمت مادری داشته باشند بیشتر از سمت پدری است، و چنین یافته‌ای با قرار داشتن ژن مربوط به این صفت روی کروموزوم ایکس همخوانی داشت. هرچند بعضی مطالعات با تعداد نمونه‌های بیشتر توانستند نتایج این تحقیق را تأیید کنند، اما این یافته نتوانست در بعضی دیگر از مطالعات تکرار شود.
مطالعات ژنتیک مولکولی بر کروموزوم‌های اتوزومال نیز بعضی از نواحی ژنی را در گرایش جنسی مؤثر دانسته‌اند. در مطالعات مختلف، نواحی خاصی در کروموزوم‌های ۷، ۸، ۱۰، ۱۳ و ۱۴ شناسایی شدند که با گرایش جنسی در مردان مرتبط هستند.
به‌طور کلی، یافته‌های به دست آمده از مطالعات ژنتیک مولکولی چندان تکرارپذیر نبوده‌اند. یکی از دلایل آن پدیده‌ای ژنتیکی به نام هتروژنیتی (یا ناهمگنی) است، به این معنا که ژن‌های متفاوت می‌توانند در نهایت اثر یکسانی ایجاد کنند. به همین علت در تحقیقات جدیدتر برای بررسی تأثیر ژنتیک مولکولی بر همجنس‌گرایی، پیوستگی ژنتیکی (که در آن الگوهای ژنتیکی مشترک در خانواده‌ها شناسایی می‌شوند) کمتر مورد مطالعه قرار می‌گیرند و به جای آن تحقیقات هم‌خوانی سراسر ژنوم (که در آن DNA اشخاص بدون در نظر گرفتن دارا بودن یا دارا نبودن صفت مورد مطالعه مورد مقایسه قرار می‌گیرد) انجام می‌شود.
در یکی از جدیدترین و گسترده‌ترین تحقیق‌های هم‌خوانی سراسر ژنوم که تاکنون انجام شده (با جامعه نمونه بیش از ۴۵۰ هزار نفر زن و مرد)، شواهد زیادی یافت شد که به احتمال زیاد گرایش جنسی مشخصه‌ای پلی‌ژنی (تحت تأثیر چندین ژن) است. این مطالعه ۵ ناحیهٔ اسنیپ را در ۵ کروموزوم (۴، ۷، ۱۱، ۱۲ و ۱۵) شناسایی کرد که با نوع گرایش جنسی اشخاص مرتبط بودند. این تحقیق از قابل‌اتکاترین مطالعاتی است که ارتباط بین ژن‌ها و نوع گرایش جنسی و رفتار همجنسگرایانه را اثبات می‌کند و بعلاوه از معدود تحقیقات ژنتیکی است که در نمونه‌های خود زنان را نیز مورد بررسی قرار داده‌است.
در اکتبر ۲۰۲۱، مقاله تحقیقاتی دیگری گزارش داد که عوامل ژنتیکی بر رشد رفتار جنسی همجنس‌گرایانه تأثیر می‌گذارد. یک مطالعه دو مرحله‌ای در سراسر ژنوم (GWAS) با نمونه‌ای از ۱۴۷۸ مرد همجنس‌گرا و ۳۳۱۳ مرد دگرجنس‌گرا در جمعیت‌های چینی هان، دو جایگاه ژنتیکی (FMR1NB و ZNF536) را شناسایی کرد که ارتباط ثابتی با گرایش جنسی مردان نشان می‌داد.

### تفاوت‌های زیست‌شناختی همجنس‌گرایان با دگرجنس‌گرایان
- گزارش‌ها بیان می‌کنند مردان همجنس‌گرا آلت تناسلی بزرگتر و قطورتری نسبت به مردان دگرجنس‌گرا دارند.[۹۰]
- نیمکره‌های مغز در مردان همجنس‌گرا و زنان دگرجنس‌گرا، نسبت به هم موزون است در حالی که نیمکره راست زنان همجنس‌گرا و مردان دگرجنس‌گرا نسبت به نیمکره چپ، بزرگتر است.[۹۱]
- بوی حاصل از زیر بغل در مردان همجنس‌گرا و مردان دگرجنس‌گرا متفاوت است.[۹۲]
- مردان و زنان همجنس‌گرا نسبت به دگرجنس‌گرایان بیشتر چپ دست هستند.[۹۳][۹۴][۹۵]
- مردان همجنس‌گرا توانایی بیشتری در به خاطر سپاری مکان اشیا نسبت به مردان دگرجنس‌گرا دارند. (چنین تفاوتی میان زنان همجنس‌گرا و زنان دگرجنس‌گرا مشاهده نشده‌است)[۹۶]
- نسبت انگشت دوم به انگشت چهارم که متأثر از ترشح هورمون‌های جنسی است به‌طور قابل ملاحظه‌ای میان همجنس‌گرایان مرد و زن کمتر از دگرجنس‌گرایان است.[۹۷]
- مردان همجنس‌گرا حتی اگر نوع فعالیت بدنی و رژیم غذایی‌شان یکسان باشد، به‌طور متوسط از دگرجنس‌گرایان لاغرتر هستند[۹۸] که این می‌تواند به خاطر پرکاری تیروئید آن‌ها باشد زیرا یکی از ژن‌های مرتبط با همجنس‌گرایی در فعالیت غده تیروئید اختلال ایجاد می‌کند.[۹۹]

## روان‌شناسی
روان‌شناسی از اولین شاخه‌های علمی بود که به بررسی گرایش جنسی به همجنس به عنوان پدیده‌ای مجزا پرداخت. سالیان درازی طی قرن بیستم و همچنین پیش از آن، روان‌شناسی رایج و استاندارد زمانه، همجنس‌گرایی را در قالب الگوهای آسیب‌شناسانه و به صورت یک بیماری روانی مشاهده می‌کرد. مطالعات علمی در مبحث همجنس‌گرایی به مرور زمان نشان داد که مستندات تجربی از دسته‌بندی همجنس‌گرایی به عنوان یک اختلال پشتیبانی نکرده و محسوب نمودن آن به عنوان یک بیماری پایهٔ علمی ندارد. از دههٔ ۱۹۷۰، اتفاق‌نظر دانشمندان علوم اجتماعی و رفتاری، و متخصصان روان‌شناسی در جهان، چنین است که همجنس‌گرایی یک شاخهٔ سالم از گرایش‌های جنسی در انسان است و یک بیماری که نیازمند «اصلاح» یا «درمان» باشد نیست، هر چند عده‌ای از متخصصان برخلاف دستورالعمل‌های سازمان‌های مرجع علمی، همچنان با آن مانند یک اختلال برخورد می‌کنند.
در اواخر قرن نوزدهم، برای اولین بار جنبش نوپای سکس‌شناسی در اروپا همجنس‌گرایی را به عنوان یک بیماری دسته‌بندی کرد. در سال ۱۸۸۶، سکس‌شناس معروف ریچارد فن کرافت-ابینگ در کتاب تعیین‌کننده‌اش، آسیب‌شناسی جنسی، همجنس‌گرایی را در کنار ۲۰۰ مطالعهٔ موردی دیگر به عنوان انحرافات جنسی ذکر کرد. کرافت-ابینگ پیشنهاد داد که علت ایجاد همجنس‌گرایی یا «نقصی مادرزادی» است، یا «نقصی اکتسابی». از اواخر قرن نوزدهم و تا نیمهٔ قرن بیستم، الگوهای آسیب شناسانه‌ای که همجنس‌گرایی را یک بیماری در نظر می‌گرفتند معیاری استاندارد به‌شمار می‌آمدند.
دیدگاه‌های بعضی روان‌پزشکان قدیمی مانند زیگموند فروید و هاولاک الیس در خصوص همجنس‌گرایی با تحمل و مدارای بیشتری همراه بود. هرچند فروید و الیس معتقد بودند که همجنس‌گرایی طبیعی نیست، اما اعلام می‌کردند که برای بعضی اشخاص «اجتناب‌ناپذیر» است. زیگموند فروید در راستای تلاش برای درک علت‌ها و روند ایجاد همجنس‌گرایی، چهار نظریه در این باره مطرح نمود که در الگوی ابتدایی تعریف کرد که مطابق آن حالت ابتدایی شهوت جنسی در انسان دوجنس‌گرایی فرض می‌شد. به عبارت دیگر، طبق این نظریه تمام انسان‌ها دوجنس‌گرا به دنیا می‌آمدند ولی در مسیر رشد اکثر انسان‌ها، گرایش به جنس مخالف غلبه می‌یابد، زیرا نهی فرهنگی و تربیتی سبب می‌شود بسیاری از افراد همجنس‌گرایی را در خود سرکوب کنند و اگر این ممنوعیت وجود نداشت، انسان‌ها رفتار جنسی‌ای را انتخاب می‌کردند که برایشان ارضاکننده‌تر باشد. او در نخستین نظریه خود در باب توصیف علت همجنس‌گرایی مردان بیان داشت که گرایش به همجنس می‌تواند برگرفته از عقده ادیپ باشد. فروید همچنین معتقد بود که درمان همجنس‌گرایی موفقیت‌آمیز نیست. او روان‌کاوی و تلقین از طریق هیپنوتیزم را برای درمان همجنس‌گرایی پیشنهاد کرد و طی سال‌ها تجربیات کاری مورد استفاده قرار داد، ولی هیچ‌کدام از این دو موفقیتی در درمان همجنس‌گرایی نشان ندادند. در نهایت دیدگاهی پذیراتر نسبت به همجنس‌گرایی پیدا کرد و به این نتیجه رسید که «همجنس‌گرایی نه مایهٔ شرم است، نه گناه است و نه انحراف. آن را نمی‌توان یک بیماری دانست، بلکه شاخه‌ای از عملکردهای جنسی معمول در انسان است.» با این حال میراث اولیهٔ او در حوزهٔ روان‌کاوی خصوصاً در ایالات متحده تا سال‌ها بعد همچنان همجنس‌گرایی را امری منفی، غیرعادی، و ناشی از مشکلات خانوادگی و تربیتی به حساب آورد و سبب شد ننگ شمردن و بیماری دانستن آن در جامعه همچنان رواج داده شود.
مطالعات آلفرد کینزی در دههٔ ۴۰ میلادی قرن بیستم، نشان داد که همجنس‌گرایی بیش از چیزی که تصور می‌شد معمول بود و پیشنهاد می‌داد که این رفتارها عادی بوده و بخشی از گسترهٔ رفتارهای جنسی در انسان هستند. او مقیاس کینزی را ایجاد کرد که مقیاس سنجش دگرجنس‌گرایی-همجنس‌گرایی نیز نامیده می‌شود و گرایش جنسی فرد را در بازه‌ای بین ۰ (کاملاً دگرجنس‌گرا) و ۶ (کاملاً همجنس‌گرا) اندازه می‌گیرد. در آن زمان تصور عام بر آن بود که مردم یا دگرجنس‌گرا یا همجنس‌گرا هستند و این دو مشخصه در دنیای جنسیت با هم ضدیت دارند، ولی کینزی و همکارانش اعلام کردند که قسمت بزرگی از جامعه به‌طور کامل دگرجنس‌گرا یا همجنس‌گرا نیستند و اشخاص می‌توانند رفتارها و واکنش‌های روانی همجنس‌گرایانه و دگرجنس‌گرایانه را همراه با هم و به‌طور مشترک تجربه کنند. مطالعات و نوشته‌های او دربارهٔ همجنس‌گرایی، تصور آن را به عنوان پدیده‌ای غیرطبیعی رد کرد و آغازگر تحولی اجتماعی و فرهنگی در دیدگاه‌های عموم نسبت به این مسئله بود.
در گذشته تصور می‌شد همجنس‌گرایی در اثر عواملی روانی مانند محیط خانوادگی نامناسب، تربیت نادرست، تجربیات و ضربه‌های روحی، یا سوءاستفادهٔ جنسی در زمان کودکی ایجاد می‌شود. با این حال مطالعات فراوان طی چندین دههٔ اخیر نشان داده‌اند که این تصورات هیچ گونه پشتوانهٔ علمی نداشته و برپایهٔ اطلاعات غلط و تبعیض‌آمیز شکل گرفته بودند.
انجمن روان‌شناسی آمریکا، انجمن روان‌پزشکی آمریکا، و انجمن ملی مددکاران اجتماعی آمریکا اعلام کرده‌اند:
در سال ۱۹۵۲ و زمانی که انجمن روان‌پزشکی آمریکا اولین نسخهٔ راهنمای تشخیصی و آماری اختلال‌های روانی را منتشر کرد، همجنس‌گرایی در آن به عنوان یک اختلال ذکر شد. با این حال این دسته‌بندی تقریباً بلافاصله به علت تحقیق‌هایی که انجمن ملی سلامت روانی انجام داد مورد انتقاد قرار گرفت. مطالعهٔ یاد شده و تحقیقات پس از آن قادر نبودند هیچ پایهٔ مستحکم علمی یا تجربی برای دسته‌بندی همجنس‌گرایی به عنوان یک اختلال یا امری غیرطبیعی مهیا سازند و نشان دادند آن نیز یک گرایش جنسی طبیعی و سالم است. در عین حال که تحقیقات انجام شده در این زمینه بیشتر شدند، متخصصان پزشکی، روان‌پزشکی، و علوم رفتاری و اجتماعی به این نتیجه رسیدند که تصور همجنس‌گرایی به عنوان یک اختلال روانی اشتباه بوده و طبقه‌بندی [پیشین] راهنمای تشخیصی و آماری اختلال‌های روانی بر پایهٔ پیش‌فرض‌هایی اثبات نشده انجام گرفته بود. پیش‌فرض‌های رایج در خصوص هنجارهای اجتماعی در زمان قدیم، و جامعهٔ آماری یک‌طرفه‌ای که از نمونه‌هایی مانند اشخاص مراجعه‌کننده برای درمان یا اشخاصی که سیستم قضایی دستگیر کرده، استفاده کرده بود، از علت‌های ریشه‌ای دسته‌بندی همجنس‌گرایی به عنوان یک اختلال در این راهنما بودند.
با توجه به مستندات علمی، انجمن روان‌پزشکی آمریکا همجنس‌گرایی را در سال ۱۹۷۳ از راهنمای تشخیصی و آماری اختلال‌های روانی خارج کرد و اعلام نمود: «همجنس‌گرایی به‌خودی‌خود هیچ ایرادی در قدرت تعقل، ثبات روانی، قابلیت اطمینان، یا توانایی‌های اجتماعی و شغلی فرد ایجاد نمی‌کند.» پس از بررسی دقیق اطلاعات علمی، انجمن روان‌شناسی آمریکا نیز این موضع را در سال ۱۹۷۵ تأیید کرد و همهٔ متخصصان امور بهداشت روان را تشویق نمود که «لکهٔ ننگ بیمار روانی بودن را که مدت‌ها با همجنس‌گرایی همراه بوده‌است رفع کنند و در این راه پیشتاز باشند.» انجمن ملی مددکاران اجتماعی نیز سیاست مشابهی اتخاذ کرده‌است.
بنابراین، متخصصان امور بهداشت روان و محققان مدتهای مدیدی است که تصدیق می‌کنند که همجنس‌گرا بودن ذاتاً هیچ مانعی در برابر ایجاد یک زندگی شاد، سالم، و مفید ایجاد نمی‌کند و بخش اعظم همجنس‌گرایان مرد و زن قادرند در تمامی عرصه‌های اجتماعی و روابط بین فردی به خوبی عمل کنند.
اینک تحقیقات و مستندات علمی فراوانی وجود دارد که نشان می‌دهد همجنس‌گرایی یا دوجنس‌گرایی با سازگاری اجتماعی یا سلامت روانی فرد منافاتی ندارد. سازمان بهداشت جهانی که در نسخهٔ ۹ مرجع بیماری‌های خود، طبقه‌بندی بین‌المللی آماری بیماری‌ها مورخ سال ۱۹۷۷، همجنس‌گرایی را به عنوان یک اختلال روانی ذکر کرده بود، آن را از نسخهٔ ۱۰ مصوب ۱۷ می ۱۹۹۰ خارج ساخت و در یادداشتی در بند F66 اضافه کرد: «همجنس‌گرایی فی نفسه یک اختلال محسوب نمی‌شود.» دیگر سازمان‌های بزرگ بهداشتی در جهان نیز به تدریج همجنس‌گرایی را از فهرست بیماری‌های خود خارج کردند. سازمان‌های بهداشتی انگلستان از سال ۱۹۹۴، سازمان‌های بهداشتی روسیه از سال ۱۹۹۹ و انجمن روان‌پزشکی چین در سال ۲۰۰۱ پس از پنج سال مطالعه توسط انجمن، همجنسگرایی را از طبقه‌بندی چینی اختلالات روانی حذف کرد.

به گفته کالج سلطنتی روانپزشکان «این تاریخ تاسف بار نشان می‌دهد که چگونه به حاشیه راندن گروهی از افرادی که ویژگی‌های شخصیتی خاصی دارند (در این مورد همجنس‌گرایی) می‌تواند منجر به اقدامات پزشکی مضر و مبنایی برای تبعیض در جامعه شود.» کالج سلطنتی روانپزشکان در پاسخ به ادعاهایی در نمایش نولان مبنی بر اینکه همجنسگرایی یک اختلال روان‌پزشکی است، نوشت:
اکنون تعداد زیادی شواهد تحقیقاتی وجود دارد که نشان می‌دهد گی بودن، لزبین بودن یا دوجنس‌گرا بودن با سلامت روانی عادی و سازگاری اجتماعی سازگار است. با این حال، تجارب تبعیض در جامعه و طرد احتمالی توسط دوستان، خانواده و دیگران، مانند کارفرمایان، به این معنی است که برخی از افراد LGB(همجنس‌گرا و دوجنس‌گرا) شیوع بیش از حد انتظار مشکلات سلامت روان و مشکلات سوء مصرف مواد را تجربه می‌کنند. اگرچه گروه‌های سیاسی محافظه‌کار در ایالات متحده ادعاهایی داشته‌اند مبنی بر اینکه این شیوع بیشتر مشکلات سلامت روان تأییدی است بر اینکه همجنس‌گرایی خود یک اختلال روانی است، هیچ مدرکی برای اثبات چنین ادعایی وجود ندارد.

#### روان‌درمانی با هدف «تغییر» همجنس‌گرایی
بعضی افراد با امیال و گرایش جنسی همجنس‌گرایانه ممکن است از داشتن این احساسات ناراضی باشند و بخواهند گرایش جنسی خود را تغییر دهند. در مواردی که گرایش جنسی واقعی فرد با خودانگاره و تصوری که وی از خود دارد در تضاد باشد و منجر به بروز استرس در فرد گردد، به‌طوری‌که مایل باشد گرایش جنسی‌اش را تغییر دهد، از اصطلاح گرایش جنسی آن‌من‌ناپذیر استفاده می‌شود. از مهم‌ترین دلایلی که باعث می‌شود اشخاص همجنس‌گرا مایل به تغییر گرایش جنسی خود باشند، اعتقادات مذهبی آنان است که احساسات یا روابط همجنس‌گرایانه را مطرود و گناه تلقی می‌کند. به‌طور کلی علت مراجعهٔ افراد همجنس‌گرا به روان‌درمانگران برای تغییر گرایش جنسی خود معمولاً شامل این موارد می‌شود:
- سردرگمی یا سؤال دربارهٔ امیال جنسی یا گرایش جنسی خود[۱۱۸][۱۱۹]
- اعتقادات مذهبی فرد که همجنس‌گرایی را گناه یا غیرقابل قبول می‌دانند[۱۲۰][۱۲۱][۱۲۲][۱۲۳][۱۲۴][۱۲۵][۱۲۶][۱۲۷]
- ترس، اضطراب، یا نگرانی از تبعات همجنس‌گرا بودن یا هویت همجنس‌گرایانه داشتن (خصوصاً اگر همجنس‌گرا بودن براساس مذهب فرد موردنظر یا در جامعهٔ محل زندگی او ممنوع و غیرقانونی باشد)[۱۱۸][۱۲۲][۱۲۴][۱۲۸][۱۲۹]
- فشار خانواده بر فرد که از او توقع انجام رفتارهای دگرجنس‌گرایانه دارند و همچنین طرد شدن اشخاص ال‌جی‌بی‌تی از جامعه[۱۱۹][۱۲۲][۱۲۴][۱۲۸][۱۲۹]

بعضی درمان‌گران، گروه‌ها، یا مؤسسات باور دارند قادر به کمک به همجنس‌گرایان برای غلبه بر امیال یا رفتارهای همجنس‌گرایانهٔ خود هستند. بسیاری از آن‌ها پیروان ادیان ابراهیمی هستند و در مسلک آنان همجنس‌گرایی غیرطبیعی و گناه است و یک گرایش جنسی نامطلوب به حساب می‌آید. این نوع روان‌درمانی در جهت حذف علایق همجنس‌گرایانه و توسط افرادی که همجنس‌گرایی را یک اختلال یا گناه تلقی می‌کنند (مانند جنبش همجنس‌گرایان سابق) استفاده می‌شود.
تبدیل‌درمانی یا تلاش برای تغییر گرایش جنسی (SOCE) اصطلاحی کلی است که به انواع روش‌های ابداع شده با هدف تغییر همجنس‌گرایی و تبدیل آن به تمایل به جنس مخالف اطلاق می‌شود. تا پیش از سال ۱۹۸۱، در ایالات متحده آمریکا و اروپای غربی این روش‌ها شامل لوبوتومی با یخ‌شکن، اخته‌سازی شیمیایی با استفاده از هورمون‌درمانی، بیزاری‌درمانی مانند وارد نمودن شوک الکتریکی به دست‌ها یا آلت تناسلی و استفاده از داروهای تهوع‌آور به صورت هم‌زمان با القای محرک‌های جنسی همجنس‌خواهانه، و تجدید شرطی‌سازی خودارضایی می‌شد. روش‌های جدیدتر SOCE که هنوز در بعضی بخش‌های ایالات متحده مورد استفاده قرار می‌گیرند محدود به مشاوره، تصویرسازی ذهنی، آموزش مهارت‌های اجتماعی، درمان روان‌کاوانه، و موعظه‌های روحی مانند «دعا و حمایت گروهی و فشار گروهی» می‌شود.

تمام سازمان‌های بزرگ و صاحب‌نظر در زمینهٔ سلامت روانی، تبدیل درمانی با هدف تغییر همجنس‌گرایی را غیرمجاز و خطرناک دانسته و عملاً تمامی آن‌ها بیانیه‌هایی رسمی منتشر نموده‌اند که در آن متخصصان و آحاد جامعه از درمان‌هایی که ادعای تغییر گرایش جنسی دارند، برحذر شده‌اند. از جملهٔ این سازمان‌ها می‌توان به انجمن روان‌پزشکی آمریکا، انجمن روان‌شناسی آمریکا، انجمن مشاوران آمریکا، انجمن ملی مددکاران اجتماعی آمریکا، سازمان بهداشت سراسری قاره آمریکا (شاخهٔ آمریکای شمالی و جنوبی سازمان بهداشت جهانی)، کالج سلطنتی روان‌پزشکان، شورای روان‌درمانی بریتانیا، و جامعهٔ روان‌شناسی استرالیا اشاره کرد. در بیانیهٔ رسمی سال ۲۰۱۳ انجمن روان‌پزشکی آمریکا آمده‌است:
انجمن روان‌پزشکی آمریکا به این تصور که همجنس‌گرایی باید تغییر یابد یا لازم است تغییر یابد اعتقادی ندارد. تلاش برای تغییر همجنس‌گرایی، فرد را در معرض خطر و آسیب‌های قابل‌توجهی قرار می‌دهد زیرا هیچ‌کدام از انواع درمان‌های مورد استفاده از نظر علمی تأیید نشده‌اند و عزت‌نفس شخص نیز پس از شکست‌خوردن در تغییر گرایش جنسی‌اش از بین خواهد رفت. هیچ مدرک قابل استنادی نشان نداده‌است که هیچ نوعی از روان‌درمانی توانسته باشد گرایش جنسی افراد را به‌طور موثق و ایمن تغییر دهد. به علاوه، از دید سلامت روانی، گرایش جنسی نیازی به تغییر یافتن ندارد.
مراجع روان‌درمانی و پزشکی معتقدند که هر درمانی که بر این فرض شکل گرفته باشد که همجنس‌گرایی یک بیماری روانی است و شخص باید گرایش جنسیاش را تغییر دهد غلط است و اصول بنیادی روان‌درمانی بیان می‌کنند که مشاور نباید چه به‌طور مستقیم و چه از طریق تأثیرگذاری‌های غیرمستقیم ماهرانه، تعیین‌کنندهٔ هدف مشاوره باشد. به‌علاوه، به‌طور کلی در چهار دههٔ اخیر، مبلغان تبدیل‌درمانی و SOCE نتوانسته‌اند از طریق مطالعات علمی دقیق ادعاهای خود مبنی بر اثربخشی و بی‌خطر بودن تبدیل‌درمانی را ثابت کنند.

#### روان‌درمانی حمایت‌کننده از همجنس‌گرایان
روان‌درمانی حمایت‌کننده نوعی از روان‌درمانی برای مراجعه‌کنندگان همجنس‌گراست که آن‌ها را به پذیرش گرایش جنسی خود تشویق می‌کند. تلاش برای تغییر همجنس‌گرایی به دگرجنس‌گرایی یا از بین بردن رفتارهای جنسی و علاقهٔ مراجعه‌کننده به اشخاص همجنس، برخلاف اصول روان‌درمانی حمایت‌کننده از همجنس‌گرایان است. انجمن روان‌شناسی آمریکا و جامعه روان‌شناسی بریتانیا در مورد روان‌درمانی حمایت‌کننده دستورالعمل‌ها و راهنماهایی برای درمان‌گران منتشر کرده‌اند. روان‌درمانی حمایت‌کننده بر اساس واقعیات علمی زیر پایه نهاده شده‌است:
- کشش جنسی و گرایش به همجنس، و آمیزش با همجنس فی‌نفسه طبیعی بوده و شاخه‌ای مثبت از جنسیت در انسان است. به عبارت دیگر این موارد نشان‌گر اختلال‌های روانی یا رشدی نیست.
- همجنس‌گرایی و دوجنس‌گرایی مدت‌ها موجب ننگ و رسوایی دانسته می‌شدند، و تلقی این گرایش به عنوان یک لکهٔ ننگ نتایج منفی خود (مانند اضطراب اقلیت) را در طول زندگی فرد نشان خواهد داد.[۱۴۳][۱۴۴][۱۴۵][۱۴۶][۱۴۷]
- کشش جنسی به همجنس و آمیزش با همجنس می‌تواند در افراد مختلف خود را به شکل گرایش‌های جنسی و هویت‌های جنسی متفاوت نشان دهد.[۱۴۸][۱۴۹][۱۵۰][۱۵۱]
- مردان و زنان همجنس‌گرا و دوجنس‌گرا می‌توانند زندگی‌ای رضایتمندانه داشته باشند و روابط و خانواده‌هایی پایدار و متعهدانه تشکیل دهند که از جنبه‌های اساسی با روابط دگرجنس‌گرایانه معادل باشد.[۱۵۲][۱۵۳][۱۵۴][۱۵۵][۱۵۶][۱۵۷]
- هیچ مطالعهٔ تجربی یا تحقیق علمی داوری همتا شده‌ای وجود ندارد که بتواند گرایش جنسی به همجنس را به مشکلات خانوادگی، تربیت نادرست والدین، یا ضربه‌های روحی ارتباط دهد.[۱۵۸][۱۵۹][۱۶۰][۱۶۱][۱۶۲][۱۶۳][۱۶۴][۱۶۵][۱۶۶][۱۶۷]

## قانون طبیعت
قانون طبیعت یکی از رایج‌ترین دفاع‌های فکری برای رفتار متفاوت علیه همجنس‌گرایان هست. افلاطون از جمله فیلسوفانی است که به این ایده پرداخته‌است، افلاطون دربارهٔ داشتن قوانینی که خودارضایی، رابطه جنسی نامشروع که منجر به بارداری می‌شود و رفتارهای همجنسگرایانه را ممنوع می‌کند، بحث کرده‌است.
در قرن سیزدهم میلادی توماس آکویناس با ادغام نظریه ارسطو با قوانین مسیحیت بیان کرد که از نظر او ازدواج و ثمره‌های آن، عشق، حمایت متقابل و فرزندان مشروع مجاز و خوب هستند با این حال او معتقد بود یک آمیزش جنسی تنها درصورتی می‌تواند اخلاقی باشد که از نوع زایشی باشد حتی اگر منجر به فرزندآوری نگردد، نظریه او هر آمیزش جنسی غیر واژینال را برای افراد ممنوع می‌کرد. نظریه آکویناس تبدیل به تأثیر گذارترین صورت‌بندی نظریه فانون طبیعت شد. تومیست‌ها استدلال کردند که استفاده صرف از بدن خود یا دیگران در رابطه با همجنس یا خودارضایی باعث از هم‌گسیختگی می‌شود و تنها بیان مجاز گرایش جنسی، ازدواج هست چرا که با قرار دادن فرزندآوری در مرکز به این رابطه «تحقق طبیعی» می‌دهد. منتقدان این نظریه استدلال می‌کنند که اگر فرزندآوری به عنوان تحقق طبیعی ازدواج درنظر گرفته شود، افرادی که عقیم هستند نادیده گرفته می‌شوند یا مورد بی‌عدالتی قرار می‌گیرند. آنها همچنین بیان می‌کنند که رابطه دو همجنس هم می‌تواند دارای عشق و حمایت متقابل باشد بنابراین رابطه جنسی آن‌ها نیز اخلاقی خواهد بود. مایکل سندل با رویکردی ارسطویی استدلال می‌کند که روابط افراد همجنس‌گرا می‌تواند به همان خوبی روابط افراد دگرجنس‌گرا باشد.

## جنبش طرفداران

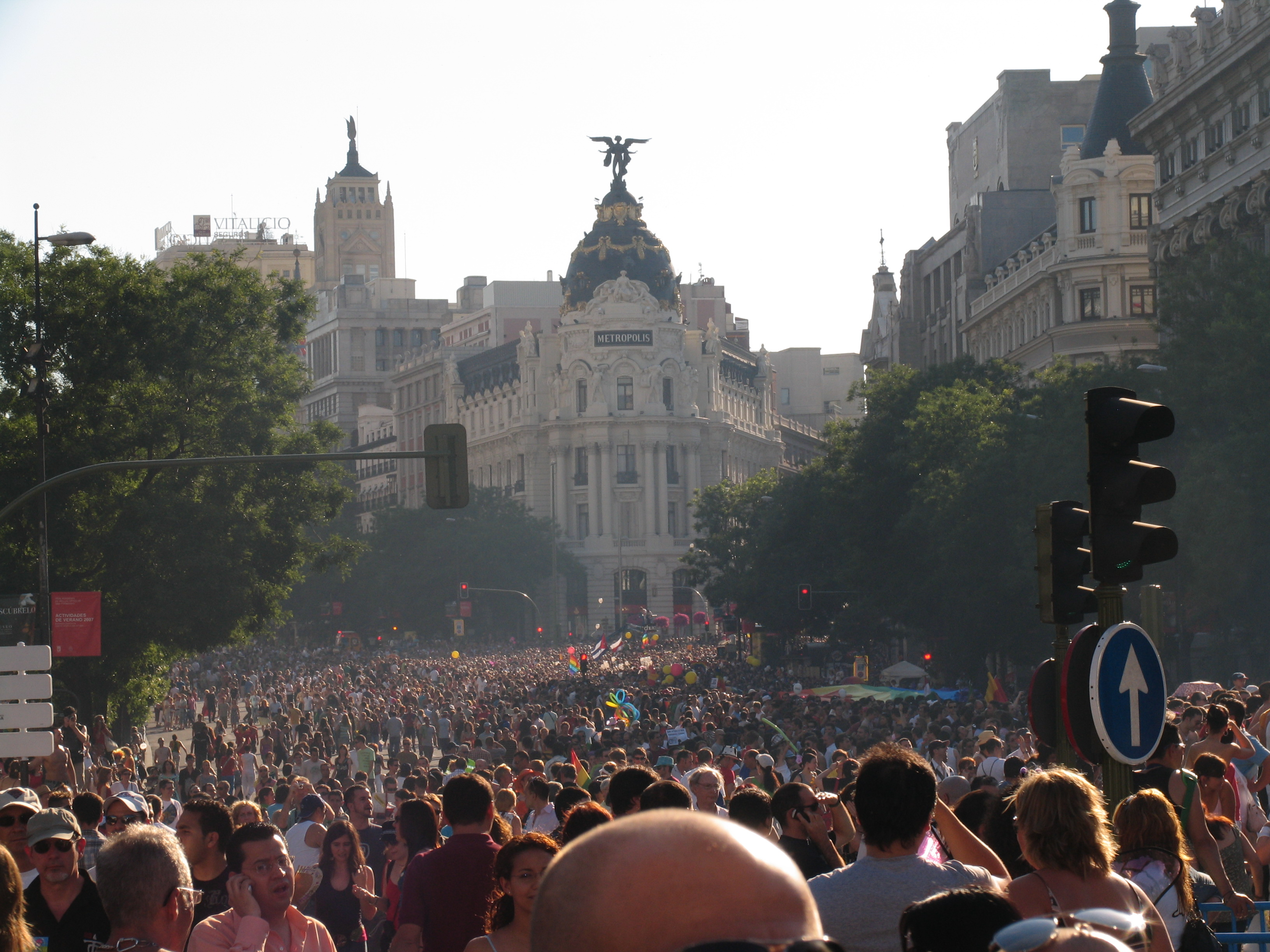
یکی از رژه‌های همجنس‌گرایان در مادرید از سری یوروپراید در سال ۲۰۰۷

در سال‌های اخیر جنبش طرفداران همجنس‌گرایی نیز تا حد قابل ملاحظه‌ای گسترش یافته‌است. ضرورت چنین مبارزاتی در کشورها و فرهنگ‌های مختلف متفاوت است.

### رژه
رژهٔ همجنس‌گرایان، جشنی است که همجنس‌گرایان و مدافعان حقوق همجنس‌گرایان ترتیب می‌دهند و هدف از آن، این است که همجنس‌گرایان و دوجنس‌گرایان نباید از گرایش جنسی و جنسیت خود سر افکنده باشند، بلکه باید به آن افتخار نیز بکنند. تاقبل از سال ۱۹۶۹ به افراد ال‌جی‌بی‌تی به چشم منحرفین جامعه نگریسته می‌شد. همجنس‌گرایان مجبور بودند ماهیت خود را پنهان کنند. شهردار نیویورک در سال ۱۹۶۰ مشی سختگیرانه‌ای را نسب به بارها و پاتوق‌های همجنس‌گرایان در پیش گرفت، و عملاً آن‌ها را به سوی زیر زمینی شدن سوق داد. حملات پی‌درپی‌ای که نسبت به همجنس‌گرایان می‌شد به نقطه‌ای غیرقابل تحمل نزدیک می‌شد، به‌طوری‌که در سال ۱۹۶۹، در پی حملهٔ پلیس به یکی از بارها در یکی از محله‌های نیویورک و دستگیری تمام افراد حاضر، صدها نفر از همجنس‌گرایان ناحیه با پلیس درگیر شدند. از این واقعه به عنوان شورش استون‌وال یاد می‌شود. پس از این واقعه همجنس‌گرایان احساس کردند که نیاز دارند خود را به جامعه نشان دهند، بنابراین اولین رژهٔ همجنس‌گرایان در سال ۱۹۷۰ در سالگرد شورش استون‌وال ترتیب داده شد.

## در طول تاریخ
برخی از محققان استدلال می‌کنند که اصطلاح «همجنس‌گرایی» وقتی برای فرهنگ‌های باستانی به کار می‌رود مشکل‌ساز است، زیرا، برای مثال، هیچ‌یک از یونانی‌ها یا رومی‌ها کلمه‌ای نداشتند که همان محدوده معنایی مفهوم مدرن «همجنس‌گرایی» را پوشش دهد. همچنین در دنیای باستان تفاوتی در سبک زندگی یا تمایز نیمرخ‌های روانی یا رفتاری وجود نداشت. با این حال، اعمال جنسی متنوعی وجود داشت که بسته به زمان و مکان از نظر پذیرش متفاوت بود. در یونان باستان، الگوی پسران نوجوانی که درگیر اعمال جنسی با مردان مسن‌تر بودند، هویت همجنس‌گرایانه به معنای امروزی را تشکیل نمی‌داد، زیرا این روابط به‌عنوان مراحلی از زندگی تلقی می‌شد، نه گرایش دائمی، زیرا بعداً شرکای جوان‌تر معمولاً با زنان ازدواج می‌کردند. دانشمندان دیگر استدلال می‌کنند که پیوستگی قابل توجهی بین همجنس‌گرایی باستان و مدرن وجود دارد.
در یک گردآوری دقیق از مطالب تاریخی و قوم‌نگاری فرهنگ‌های جامعه پیش‌صنعتی، ۴۱ درصد از ۴۲ فرهنگ، مخالفت شدید با همجنس‌گرایی گزارش شد؛ ۲۱ درصد آن را پذیرفته یا نادیده گرفتند و ۱۲ درصد چنین مفهومی را گزارش نکردند. از ۷۰ قوم‌نگاری، ۵۹ درصد گزارش کردند که همجنس‌گرایی غایب یا نادر است و ۴۱ درصد گزارش کرده‌اند که همجنس‌گرایی وجود دارد یا غیر معمول نیست.
در فرهنگ‌های متأثر از ادیان ابراهیمی، قانون و کلیسا لواط را به‌عنوان تخطی از قوانین الهی یا جنایتی بر ضد طبیعت به وجود آوردند. با این حال، محکومیت رابطه جنسی مقعدی بین مردان، پیش از اعتقاد مسیحی است. محکومیت در یونان باستان تکرار شونده بود. برای مثال، ایده «غیرطبیعی» بودن رابطه جنسی مقعدی مردان توسط افلاطون توصیف شده‌است، اگرچه او قبلاً در مورد مزایای روابط همجنس‌گرایانه نوشته بود. برخی از تحقیقات به ارتباط بین جرم انگاری همجنس‌گرایی و استعمار بریتانیا پرداخته‌اند.
برای بسیاری از شخصیت‌های تاریخی، از جمله سقراط، لرد بایرون، ادوارد دوم و هادریان، اصطلاحاتی مانند همجنس‌گرا یا دوجنس‌گرا را در مورد آنها به کار برده‌اند. برخی از محققان استفاده از چنین اصطلاحات مدرنی را در مورد مردم گذشته به عنوان مقدمه ای نابهنگام از ساخت جنسی معاصر می‌دانند که برای زمان آنها بیگانه بوده‌است. دانشمندان دیگر به جای آن تداوم را می‌بینند.
در علوم اجتماعی، بین دیدگاه‌های «ذات‌گرا» و «ساخت‌گرایی» دربارهٔ همجنس‌گرایی اختلاف وجود داشته‌است. این بحث، کسانی را که معتقدند اصطلاحاتی مانند «گی» و «دگرجنسگرا» به ویژگی‌های عینی و فرهنگی تغییرناپذیر افراد اشاره دارد، از کسانی که معتقدند تجربیاتی که نام می‌برند مصنوعات فرآیندهای فرهنگی و اجتماعی منحصربه‌فرد هستند، جدا می‌کند. «ذات‌گرایان» معمولاً معتقدند که ترجیحات جنسی توسط نیروهای بیولوژیکی تعیین می‌شوند، در حالی که «ساخت‌گرایان» تصور می‌کنند که تمایلات جنسی آموخته شده‌اند. مایکل روس، فیلسوف علم بیان کرده‌است که رویکرد ساخت‌گرایی اجتماعی، که تحت تأثیر فوکو است، مبتنی بر خوانش گزینشی از سوابق تاریخی است که وجود افراد همجنس‌گرا را با نحوه برچسب زدن یا رفتار با آنها اشتباه می‌گیرد.

### در آمریکا

#### فرهنگ‌های بومی
همان‌طور که در مورد بسیاری دیگر از فرهنگ‌های غیر غربی صادق است، تعیین میزان اعمال مفاهیم غربی در مورد گرایش جنسی و هویت جنسی در فرهنگ‌های دوران پیشاکلمبی دشوار است. شواهدی از اعمال جنسی هوموروتیک و دگرجنس‌پوشی در بسیاری از تمدن‌های پیش از فتح در آمریکای لاتین، مانند آزتک‌ها، مایاها، کچواها، موچه‌ها، زاپوتک‌ها، اینکاها و توپینامباهای برزیل یافت شده‌است.
در میان برخی از مردمان بومی قاره آمریکا در آمریکای شمالی قبل از استعمار اروپا، شکل نسبتاً رایجی از تمایلات جنسی همجنس‌گرا حول شخصیت دو روح متمرکز بود (این اصطلاح در سال ۱۹۹۰ ابداع شد). افراد دو روحی در بین بومیان آمریکا از احترام برخودار بوده‌اند اما توسط استعمار گران اسپانیایی در آمریکای لاتین و استعمارگران انگلیسی در آمریکای شمالی به لواط محکوم شدند.

#### پس از استعمار
در دوران استعمار، روابط جنسی بین افراد همجنس در کانادا جرم انگاری شد. رابطه جنسی مقعدی بین مردان یک جرم بزرگ بود. پس از کنفدراسیون، رابطه جنسی مقعدی و اعمال «بی حیایی فاحش» همچنان جرائم جنایی محسوب می‌شدند، اما دیگر جرایم مرگبار محسوب نمی‌شدند. تا اواخر دهه ۱۹۶۰، افراد به دلیل فعالیت جنسی با افراد همجنس تحت پیگرد قانونی قرار می‌گرفتند. قانون جنایی در سال ۱۹۶۹ توسط پارلمان فدرال اصلاح شد و رابطه مقعدی رضایت‌بخش بین بزرگسالان در خلوت (که فقط به عنوان دو نفر تعریف می‌شود) جرم زدایی شد. در دفاع از قانون، وزیر دادگستری وقت، پیر ترودو، گفت: «دولت در اتاق خواب ملت جایی ندارد.»
در سال ۱۹۹۵، دیوان عالی کانادا اعلام کرد که گرایش جنسی یک ویژگی شخصی محافظت شده تحت بند برابری منشور حقوق و آزادی‌های کانادا است. پارلمان فدرال و مجالس مقننه ایالتی شروع به اصلاح قوانین خود کردند تا با روابط همجنس مانند روابط جنس مخالف رفتار کنند. از سال ۲۰۰۳، دادگاه‌های کانادا شروع به صدور حکم کردند که محروم کردن زوج‌های همجنس از ازدواج ناقض بند برابری منشور است.
در سال ۱۹۸۶، دادگاه عالی ایالات متحده در مورد باورز در مقابل هاردویک حکم داد که یک ایالت می‌تواند لواط را جرم انگاری کند، اما، در سال ۲۰۰۳، حکم خود را در پرونده لارنس علیه تگزاس لغو کرد و فعالیت جنسی بین دو همجنس بزرگسال را در سراسر ایالات متحده آمریکا قانونی کرد.

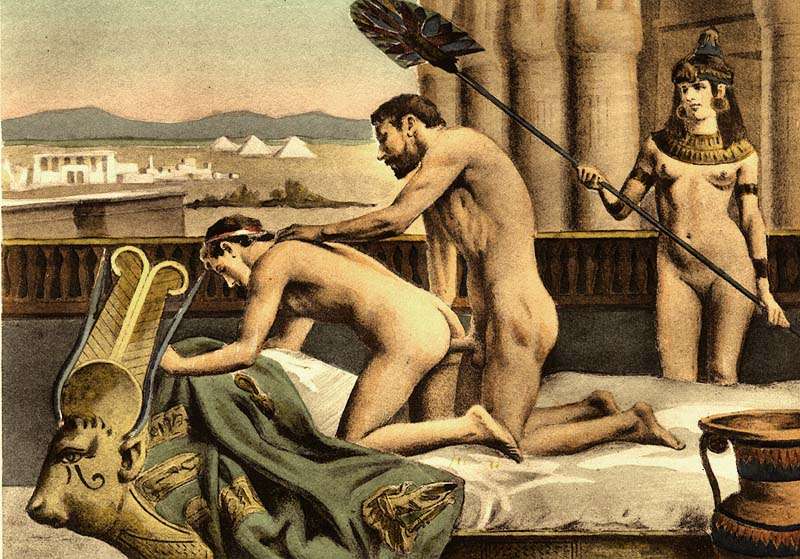
هادریانوس و آنتینوس در مصر اثر ادوار-آنری آوریل.

### در اروپا
قدیمی‌ترین مستندات در رابطه با همجنس‌گرایی مربوط به یونان باستان است و به نظر می‌رسد همجنس‌گرایی بیش از هر فرهنگ باستانی دیگری در یونان باستان به شکل گسترده رواج داشته‌است. سافو شاعری زن از جزایر لسبوس متعلق به یونان باستان بوده، که در اشعارش رابطه‌های عشقی را به دختران و زنان تعمیم داده و واژه لزبین نیز در اشاره به همجنس‌گرایان زن، از همین مورد سرچشمه گرفته‌است. در یونان باستان روابط بین مردان و پسران جوان معمول بوده‌است که به آن عشق افلاطونی گفته می‌شود، اما این روابط به بوسیدن، نوازش کردن، دخول مقعدی، و قرار دادن آلت در میان باسن محدود بود.
در روم باستان، بدن جوان مردانه همچنان مرکز توجه جنسی مردان بود، اما روابطی نیز میان مردان مسن‌تر آزاد و بردگان یا مردان جوان آزاد وجود داشت که در آن بردگان یا جوانان نقش مفعول رابطه را بازی می‌کردند. بسیاری از برجسته‌ترین مردان در جامعه روم اگر همجنس‌گرا نبودند دو جنس گرا بوده‌اند. هم عصران ژولیوس سزار او را مَردِ تمامِ زنان و زنِ تمام مردان می‌نامیدند؛ هرچند او مکرراً ـ و یک‌بار با قید سوگند ـ این اتهام را رد می‌کرد. هادریان امپراتور روم باستان نیز دارای تمایلات همجنس‌خواهانه بوده؛ وی بر اساس روایات با آنتینوس دارای روابطی نزدیک و عاطفی بوده‌است.
در دوران رنسانس نیز در ایتالیا می‌توان تا نام ۵۰۰ نفر از افراد معروف این دوره را که درگیر روابط همجنس گرایانه بودند را مشاهده کرد. از جمله کسانی که گمان بر همجنس‌گراییش می‌رود، لئوناردو داوینچی مهندس، ریاضی‌دان، و نقاش نامدار بوده‌است.

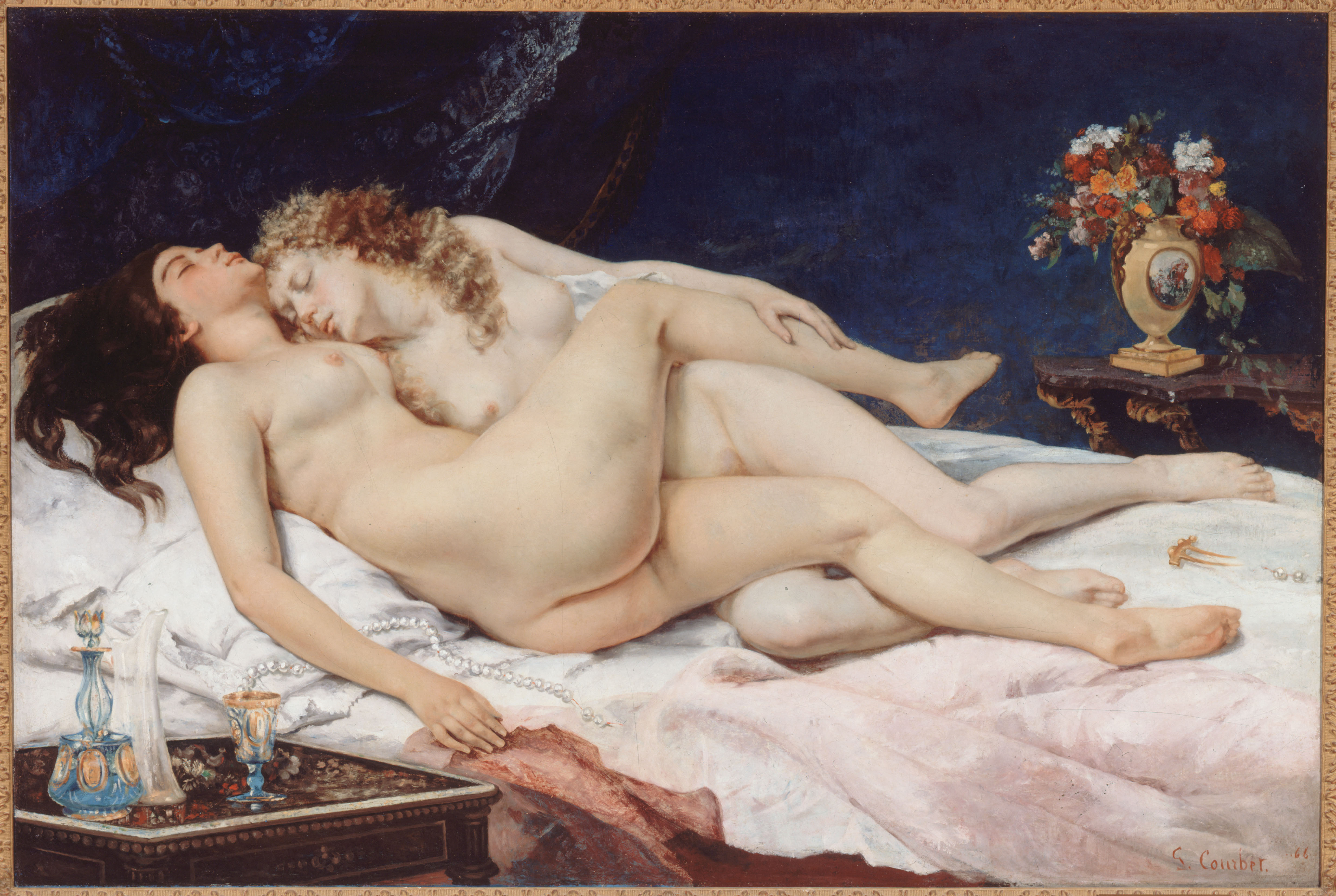
خوابیده‌ها اثر گوستاو کوربه.

از اواسط قرن سیزدهم میلادی به این سو مجازات همجنس‌گرایی تقریباً در تمامی اروپا مرگ بوده‌است. از سده شانزدهم هم قوانین مخالف رابطه با همجنس تشدید شد که یکی از منشاهای آن قوانین به انگلستان بازمی‌گشته‌است، جایی که این قوانین بخش بزرگی از جامعهٔ انگلیس را نمایندگی می‌کرد که باور داشتند همجنسگرایی «بدترینِ جرائم» است. در آن زمان همجنسگرایی عملی ناپذیرفتنی بود، به حدی که ثبات جامعهٔ ویکتوریایی را تهدید می‌کرد و هویتی به نام هویت همجنسگرا در این دوره وجود نداشت. در سال ۱۹۵۲ میلادی در انگلستان، ۶۷۰ پروندهٔ تعقیب قضایی برای عمل لواط، ۳۰۸۷ پرونده برای سعی در ارتکاب لواط یا رابطهٔ جنسی تحمیلی و ۱۶۸۶ پرونده برای رابطهٔ جنسی میان مردان (دخول) باز شده بود.

### در آفریقا
اولین رکورد احتمالی یک زوج همجنس در تاریخ عموماً به عنوان خنومهوتپ و نیانخنوم، یک زوج مرد مصر باستان در نظر گرفته می‌شود که در حدود ۲۴۰۰ سال قبل از میلاد زندگی می‌کردند. این زوج در حالت بوسیدن بینی، صمیمی‌ترین ژست در هنر مصر، در میان وارثان خود به تصویر کشیده شده‌اند. اوان پریچارد مردم‌شناس انگلیسی گزارش کرده‌است که مردان جنگجو در قبیله «زَنده» در شمال کنگو دارای معشوق‌های مذکری که بین دوازده تا بیست سال سن داشته‌اند، بوده‌اند که در کارهای خانه به اعضای خانه کمک می‌کرده‌اند یا برخی نیز در اعمالی جنسی همچون تفخیذ شرکت داشته‌اند. پس از استعمار آفریقا توسط اروپا، لواط در مستعمرات اروپایی غیرقانونی شد.

### در آسیا

#### آسیای شرقی
در ژاپن، دین و جامعه همجنس‌گرایی را هرگز به عنوان یک گناه تلقی نکرده‌اند. در سال ۱۸۷۳ قانونی وضع گشت که برپایه آن روابط همجنس‌خواهانه محدود می‌گشت؛ هرچند که این قانون هفت سال پس از تصویب آن لغو گشت. در طول تاریخ ژاپن تمامی شوگونها دارای یک معشوق مذکر بوده‌اند و این رسم یکی از ارکان سنت سامورایی بود. به همین منظور نیز برخی نگاره‌های محرک تاریخی ژاپنی به روابط همجنس‌خواهانه پرداخته‌است. اگرچه برخی از این نگاره‌ها در دوره غربی‌سازی ژاپن از بین رفت و بسیاری دیگر نیز در طول جنگ جهانی دوم در آتش سوختند، اما مجموعه‌ای از این نگاره‌ها که سالم باقی‌مانده بودند به موزه‌ها منتقل شدند.
در چین نیز همجنس‌گرایی از ابتدای آغاز تاریخ آن کشور وجود داشته‌است. مطالب ثبت شده در رابطه با همجنسگرایی در ادبیات چین به ۶۰۰ سال قبل از میلاد مسیح برمی‌گردد که با اصطلاحاتی چون «هلوی بریده» و «آستین بریده» نیز مورد اشاره قرار گرفته است. بر طبق اسناد تقریباً همه امپراتوران در سلسله هان دارای یک شریک جنسی مذکر بوده‌اند. همچنین در برخی کتب تاریخ توضیحاتی نیز در مورد زنان همجنس‌گرا وجود دارد. باور بر این است که همجنس‌گرایی در سلسله‌های سونگ، مینگ و کینگ امری متداول محسوب می‌گشته‌است. همجنس‌گرایان چینی نسبت به همجنس‌گرایان اروپایی خود در دوران وسطی کمتر مورد شکنجه و آزار و اذیت واقع می‌شدند.

#### خاورمیانه

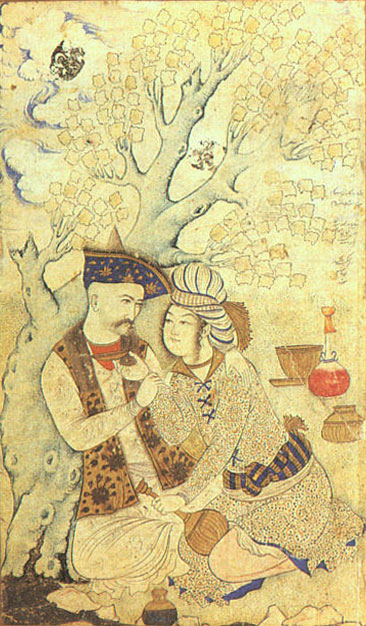
شاه عباس و غلام بچه اثر رضا عباسی (مینیاتور موجود در موزه لوور). اروپاییانی که از ایران دوران شاه عباس دیدن کرده‌اند از تمایل شدید او به غلام‌بچه‌های دلربا و ساقیان صحبت نموده‌اند.

##### ایران
در دوران هخامنشیان و ساسانیان مجازات رابطه با همجنس، اعدام بوده‌است. اما برخی پژوهشگران به این نتیجه رسیده‌اند که در ایران قبل از ظهور زرتشت اجتماعات همجنس‌گرایانه وجود داشته‌است. هرودت نیز شاهدبازی هخامنشیان را گزارش کرده‌است؛ وجود روابط همجنس‌گرایانه مردانه در زمان اشکانیان و ساسانیان نیز دیده شده‌است.
لواط یکی از گناهانی است که در دوره ساسانی تلقی می‌شده‌است. اصطلاحاتی چون kun-marzih, waran ī abārōn (شهوت غیرطبیعی)، marzišnīh ī abārōn (جماع گناه آلود) برای توصیف این عمل به کار رفته‌است. قوانین و مواردی که به آن‌ها اشاره شده نشانگر این بوده که این عمل در جامعه رخ می‌داده‌است.
در ایران پس از اسلام در دوره صفوی همجنس‌گرایی و روابط همجنس‌گرایانه در مکان‌های زیادی همچون دیرها، کاروان‌سراها، حمام‌ها و پادگان‌های نظامی برخوردی صورت نمی‌گرفته و مجاز بوده‌است. رفتارهای همجنس‌گرایانه در دوران صفویان به رسمیت شناخته می‌شد چنان‌که حتی در بین برخی شاهان صفوی و نیز بسیاری از امرای مملوکی چنین علاقه‌مندی مشاهده شده‌است. رابطهٔ آنان در حدی بود که یار همجنس آنان همیشه در کنارشان حضور داشته و اطرافیان او را به این امر می‌شناختند. این شاهان و امیران هم‌زمان نماز جمعه را اقامه و واجبات دین اسلام را ادا می‌کردند و در مسائل سیاسی شرکت داشتند. همچنین در این دوره اماکنی تحت عنوان امرد خانه برای فعالیت روسپیان مذکر وجود داشته‌است. رسمیت این اماکن به حدی بوده که دولت نه تنها مانع فعالیت آن‌ها نمی‌شده بلکه از آن‌ها مالیات هم دریافت می‌کرده‌است.
در دوره رضا پهلوی، احمد کسروی و عده‌ای دیگر مانند ایرج میرزا با همجنس‌گرایی مخالفت کرده و نهضت مخالفت با همجنس‌گرایی را به راه انداختند. در دوران محمدرضا پهلوی، واپسین شاه ایران، طبقات بالای اجتماعی جامعه نسبت به مسئله همجنس‌گرایی از خود انعطاف نشان می‌دادند حتی بعضی از اخبار نیز ازدواج همجنس‌گرایان را پوشش خبری می‌دادند. در این دوران برخی از افراد پیشنهاد پیدایش جنبش‌های مدنی همجنس‌گرایان را همانند جنبش‌های غربی نیز دادند. علاوه بر این در برخی از کلوب‌های شبانه دوران پهلوی رفتارهای همجنس‌خواهانه تحمل می‌گشت. هر چند در دوران پهلوی همجنس‌گرایی همچنان یک نوع تابو به حساب می‌آمد.
با وقوع انقلاب اسلامی، قانون مجازات اسلامی جدید به‌طور مستقیم و غیرمستقیم زندگی دگرباشان را دچار تغییر کرد. به‌طور خاص، در فصل دوم کتاب ۲ (حدود)، باب دوم (حدّ لواط)، موادّ ۱۰۸تا ۲۴۱ ترجیح روابط دگرجنسگرایانه در نظام حقوقی را کاملاً مشخص می‌کنند. بر اساس این قوانین، دگرباشان پذیرفته نیستند و از آنان حمایت نمی‌شود و انواع مجازاتها از جمله شلاق و اعدام برای آنان درنظر گرفته شده‌است که برخی از آنها در موادّ قانون مجازات اسلامی تصریح شده‌است.

##### در افغانستان
موضوع همجنسگرایی در ادبیات افغانستان موضوعی نادیده گرفته شده‌است و مطالعه و تحقیق دربارهٔ آن دشوار است. در سال‌های اخیر با فرار افراد گروه‌های اقلیت‌های جنسی مطالبی برای بررسی و تحقیق در دسترس قرار گرفت. همجنسگرایی در بین پشتون‌ها در جنوب و شرق افغانستان عادی بوده‌است و در میان جوامع تاجیک‌ها، هزاره‌ها، ازبک‌ها و ترکمن‌ها به طرز شوکه کننده‌ای عادی بوده‌است.
پیش از تصرف قندهار توسط طالبان، در سال ۱۹۹۴ دو پسر در این ولایت با هم ازدواج کردند که این ازدواج با «شادی فراوان» جشن گرفته شد.
پس از قدرت گرفتن طالبان در افغانستان لواط به صورت اجباری و توافقی جرم اعلام شد. در فوریه ۱۹۹۸ طالبان دو مرد متهم به لواط را با خراب کردن یک دیوار بر روی سر آن‌ها به وسیله تانک کشت.

#### تاریخ همجنس‌گرایی در قلمرو اسلامی
در اشعار دورهٔ جاهلیت و یکی دو قرن نخستین بعد از اسلام مدرکی دربارهٔ شاهدبازی نمی‌توان یافت. همجنس‌گرایی در دوران طلایی اسلام معمول بود و به شکلی که افراد بزرگسال با پسران جوان اعمال جنسی انجام می‌دادند اما افراد بزرگسال به‌طور معمول نقش فعال را بر عهده می‌گرفتند. ابونواس شعرهای فراوانی در مدح پسران نوجوان دارد این دوره در قرن دوازدهم میلادی به اوج خود رسید.

##### در ادبیات فارسی
برخی شاعران ایرانی همچون سعدی و جامی اشعاری با «مضامین همجنس‌خواهانه» دارند. علاوه بر این در ادبیات ایران داستان‌هایی حول محور عشق دو همجنس به یکدیگر نیز وجود دارد. ناظر و منظور منظومه‌ای عاشقانه سرودهٔ وحشی بافقی است که در آن پسر وزیر که ناظر نام دارد عاشق پسر پادشاه یعنی منظور، می‌شود. مهر و مشتری منظومه‌ای عاشقانه دیگری به زبان فارسی و در قالب مثنوی نوشته محمد عصار تبریزی است که در سال ۷۷۸ هجری قمری در وزن خسرو و شیرین سروده شده‌است.
در کتب قبل از اسلام در ایران عشق مرد به مرد دیده نشده‌است، به همین دلیل در قرون نخستین تاریخ بعد از اسلام مثلاً در آثار دورهٔ سامانیان و پیش از آنان از قبیل رودکی و شهید بلخی و ابوشکور بلخی و شاهنامهٔ فردوسی مطلب صریحی در این خصوص نیست. اگرچه عده‌ای معتقدند که دقیقی به دست امردی کشته شده‌باشد.
در ایران پس از اسلام واژه «شاهدبازی» در ادبیات ایران بسیار خودنمایی می‌کند که آن را مترادف همجنس‌گرایی می‌دانند؛ این در حالی است که این واژه اشاره به رابطه با پسران نوجوان دارد. در زبان فارسی به همجنس‌گرایان زن، «طَبَق‌زن» گفته می‌شده که به عمل طَبَق‌زنی اشاره داشته‌است.
در ایران و بیشتر جهان اسلام به‌خصوص در مورد مردان، تا زمانی که مردان روابط جنسی با همسران و وظایف زناشویی خود را ایفا می‌کردند جامعه اعتنایی در قبال سایر روابط جنسی آن‌ها نداشت. این روابط به صورت‌های مختلف مانند روابط با «امرد» (پسر جوان که خط سبیلش پرپشت نشده باشد)، «آدم داری» (نگه داشتن مردان جوان‌تر در خانه به عنوان مونس) از فرم‌های این‌گونه روابط با جنس موافق بود. در ادبیات دوران صفوی تا ایران قاجاری اواخر قرن نوزدهم میلادی هنگام صحبت از تمایلات افراد نسبت به جنس موافق است لحن نویسنده عاری از لحنی قضاوت‌آمیز بوده‌است؛ مثلاً در رستم الحکما در مورد شاه تهماسب دوم می‌نویسد «یک صورت یوسف‌گونه را به هزاران زلیخا، لیلی و شیرین ترجیح می‌داد» یا فتحعلی خان صبا شاعر دربار قاجار، فتحعلی شاه را برای دوست داشتن زنان و مردان جوان ستوده‌است یا عضد الدوله نه تنها زنان بسیار فتحعلی شاه، بلکه نظربازی‌های گسترده او با مردان جوان زیبا را ثبت کرده‌است. هرچند از اواخر قرن نوزدهم در نوشته‌های نویسندگان چنین روابطی تقبیح می‌شد. افسانه نجم‌آبادی تأثیر فرهنگی اروپا بر جامعه ایران را در این چرخش رفتاری مؤثر می‌داند. به‌طور کلی در دوران قاجار با وجود منع شرعی روابط جنسی با همجنس و احکام مخالفی که شاهان و روحانیت صادر می‌کردند صور مختلف روابط جنسی با همجنس در زندگی روزمره اتفاق می‌افتاد.

### در اقیانوسیه
قوانین اولیه در استرالیا بر اساس قوانین آن زمان فعلی در بریتانیا بود که پس از استعمار در سال ۱۷۸۸ به ارث رسید. رابطه جنسی بین دو زن هرگز در بریتانیا و مستعمرات آن از جمله استرالیا غیرقانونی نبود. با این حال، قوانین لواط بخشی از قوانین استرالیا بود، از سال ۱۷۸۸ تا ۱۹۹۴ لواط غیرقانونی بود. در سال ۱۸۹۹ مجازات لواط از اعدام به حداکثر حبس ابد کاهش یافت. قوانین لواط در استرالیا بین سال‌های ۱۹۷۵ تا ۱۹۹۷ در تمام ایالت‌ها لغو شدند.
وجود همجنس‌گرایی، رابطه با همجنس، تنوع جنسیتی و افراد با ویژگی‌های جنسی برای قرن‌ها در نیوزیلند ثبت شده‌است و در دوران پیش از استعمار به عنوان بخشی از خانواده شناخته بودند. افراد ال‌جی‌بی‌تی در زبان مائوری با نام «تاکاتاپوی»(Takatāpui) شناخته می‌شدند. پس از استعمار نیوزیلند توسط بریتانیا لواط در سال ۱۸۹۳ جرم انگاری شد. در سال ۱۹۸۶ پارلمان این کشور رابطه رضایت‌مندانه بین دو همجنس بزرگسال را جرم زدایی کرد.

## قانون و سیاست

### ازدواج همجنس‌گرایان و حق سرپرستی فرزند
| مقاربت با هم‌جنس غیرقانونی است. مجازات‌ها:            |                       |
| مرگ                                                 | مرگ، اجباری نیست      |
| زندان                                               | زندان، اجباری نیست۱   |
| مرگ توسط شبه‌نظامی‌ها                                 | حبس بدون تعقیب قانونی |
| مقاربت با هم‌جنس قانونی است. به رسمیت شناختن وصلت‌ها: |                       |
| ازدواج۲                                             | ازدواج برون‌مرزی۳      |
| اتحادهای مدنی                                       | داخلی با محدودیت      |
| خارجی با محدودیت                                    | مجوز اختیاری          |
| هیچ                                                 | محدودیت در بیان       |

ازدواج همجنس‌گرایان ازدواجی است که به صورت رسمی یا اجتماعی بین دو فرد همجنس صورت می‌گیرد. ازدواج همجنس‌گرایان در جوامع مختلف از نظر حقوقی، حق مدنی و دینی مطرح می‌شود. دانمارک اولین کشوری بود که ازدواج همجنس‌گرایان را تحت عنوان اتحاد مدنی و با حقوقی پایین‌تر نسبت به ازدواج قانونی نمود و هلند اولین کشوری بود که ازدواج همجنس‌گرایان را به صورت مذهبی و با حقوق برابر ازدواج دگرجنس‌گرایان قانونی کرد. اما با این حال بیشتر سازمان‌های مذهبی (بسته به نظرات دینی خود) از دادن حق سرپرستی فرزند، استخدام و دیگر مزایا به زوج‌های همجنس‌گرا خودداری می‌کنند. تا دسامبر سال ۲۰۲۱ ازدواج همجنس‌گرایان در ۳۱ کشور قانونی شد. تحقیقات نشان داده‌است که ممنوع کردن ازدواج همجنس‌گرایان در قانون اساسی به افزایش نرخ ابتلا به ایدز به میزان ۴ مورد به ازای هر ۱۰۰٬۰۰۰ نفر می‌انجامد. همچنین به افزایش استرس میان همجنس‌گرایان (به‌طور کلی افراد ال‌جی‌بی‌تی) منجر می‌شود. در صورتی که با قانونی شدن ازدواج در ماساچوست میزان مراجعه همجنس‌گرایان به مراکز درمانی ۱۳ درصد کاهش داشته‌است.

### در کشورهای مختلف

#### آسیا
در اکثر کشورهای آسیایی، همجنس‌گرایی غیرقانونی نیست هر چند که در بعضی کشورها همچون ایران و مالزی جرم به حساب می‌آید. با این حال این روند در حال تغییر است. به عنوان مثال، هندوستان در سال ۲۰۰۹ از روابط همجنس‌گرایانه رفع جرم کرد؛ پیش از این سکس با همجنس در هند مخالف طبیعت شناخته می‌شد. علاوه بر هند، نپال نیز به عنوان کشوری پیشرو و نوظهور در عرصه حقوق همجنس‌گرایان، در حال تهیه قانونی برای رسمیت بخشیدن به ازدواج همجنس‌گرایان و حقوق برابر برای آن‌ها است. دیوان عالی نپال در سال ۲۰۰۷ طی حکمی از دولت این کشور خواست که با تدوین قوانین جدید از حقوق اقلیت‌های جنسی محافظت کند.
در سال ۲۰۲۲ دولت سنگاپور اعلام کرد که ممنوعیت رابطه جنسی بین دو مرد را لغو خواهد کرد، همچنین دولت ویتنام اعلام کرد که همجنس‌گرا بودن بیماری نیست و وزرات بهداشت این کشور بیان کرد که متخصصان بهداشتی باید با افراد ال‌جی‌بی‌تی با احترام و دور از تبعیض برخورد کنند.
خاورمیانه

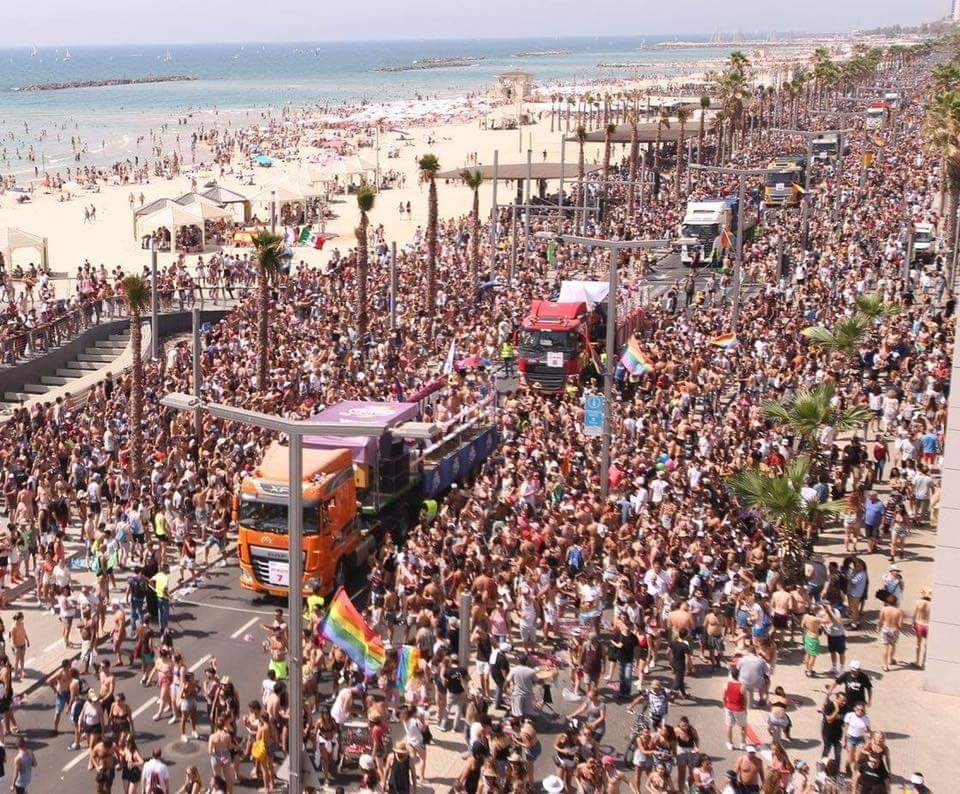
در اسرائیل، حقوق شهروندی همجنس‌گرایان به رسمیت شناخته شده‌است. در تصویر، کارنوال سالیانه همجنس‌گرایان در شهر تل‌آویو.

در اکثر کشورهای اسلامی در خاورمیانه، با هم‌جنس‌گرایان برخورد می‌شود. با این وجود، جامعه همجنس‌گرایان اسرائیل دارای آزادیهای وسیع اجتماعی در این کشور هستند، هرچند برخی گروه‌های مذهبی محافظه‌کار در اسرائیل با این آزادی‌ها مخالفند.
به گزارش روزنامه جروزالم پست در یک گزارش اطلاعاتی منتشرشده داخلی منطقه هامبورگ در آلمان، ایران از سال ۲۰۰۸ «شمار زیادی» از همجنسگرایان را اعدام کرده‌است.
بر اساس قوانین کیفری جمهوری اسلامی ایران، همجنسگرایی غیرقانونی است. قوانین کیفری ایران در تفسیری از اسلام ریشه دارند که میل به رابطه با همجنس را نمی‌پذیرد. بنا بر این قوانین، همجنسگرایی غیرقانونی و مستوجب مجازاتی از صد ضربه شلاق تا اعدام است.
به علت وجود ریشه‌های سنتی و مذهبی در فرهنگ و جامعه ایرانی، همجنسگرایی یک تابو و عمل زشت شمرده می‌شود که در صورت بروز علنی آن، هم از سمت مردم و هم از سمت قوانین عقوبت‌های جدی از جمله طردشدگی و مجازات را برای فرد همجنسگرا در پی خواهد داشت؛ بنابراین بیشتر همجنسگرایان ایرانی تلاش می‌کنند برای فرار از سرزنش‌های خانواده و جامعه و همچنین مجازات‌های قضایی، گرایش و روابط همجنس خواهانه خود را پنهان نگه دارند. وجود جو سنتی و مذهبی در جامعه ایران و قوانین سخت گیرانه و فشارهای امنیتی و قضایی بر روی همجنسگرایان در ایران موجب شده‌است که بسیاری از همجنسگرایان در فکر مهاجرت به خارج از ایران باشند.

#### اروپا
اکثر کشورهای اروپایی در عین به رسمیت شناختن همجنس‌گرایی قوانین خاصی نیز برای آن‌ها تدوین کرده یا در حال انجام آن هستند. در ماه دسامبر سال ۲۰۲۱ دیوان دادگستری اتحادیه اروپا حکم کرد که تمامی کشورهای عضو باید والدین همجنس و فرزندانشان را به رسمیت بشناسند. در اتحادیه اروپا، تبعیض از هر نوع بر اساس گرایش جنسی یا هویت جنسی، منشور حقوق بنیادین اتحادیه اروپا غیرقانونی است.

#### آمریکای شمالی
کانادا از سال ۱۹۶۹ از همجنس‌گرایی رفع جرم نمود و دومین کشور پس از هلند بود که ازدواج همجنس‌گرایان را قانونی نمود. این کشور ابتدا ازدواج همجنس‌گرایان را در استان انتاریو قانونی کرد و سپس در سال ۲۰۰۵ به صورت فدرال و رسمی در سراسر کشور ازدواج همجنس‌گرایان را به رسمیت شناخت. علاوه بر این کانادا اجازه سرپرستی فرزند را به همجنس گرایان می‌دهد و دارای قوانین ضد تبعیض علیه دگر باشان نیز است و هرگونه توهین به گرایش جنسی در این کشور جرم تلقی می‌شود.
در تمام ایالت‌های آمریکا از روابط همجنس‌گرایانه رفع جرم شده‌است و دیوان عالی آمریکا در تاریخ ۲۶ ژوئن ۲۰۱۵ ازدواج همجنس‌گرایان را در سرتاسر ایالت‌های آمریکا قانونی اعلام کرد. به این ترتیب ایالات متحده آمریکا هجدهمین کشوری است که ازدواج همجنس‌گرایان را به رسمیت شناخته‌است. جورج بوش، رئیس‌جمهور پیشین آمریکا که دارای تعصبات مذهبی بود، خواستار ممنوعیت ازدواج همجنس‌گرایان در سراسر آمریکا بود و به این منظور لایحه‌ای را برای ممنوع‌کردن ازدواج همجنس‌گرایان به مجلس سنا ارائه نمود، اما این لایحه را نمایندگان سنای آمریکا رد کرد.
 آمریکای جنوبی

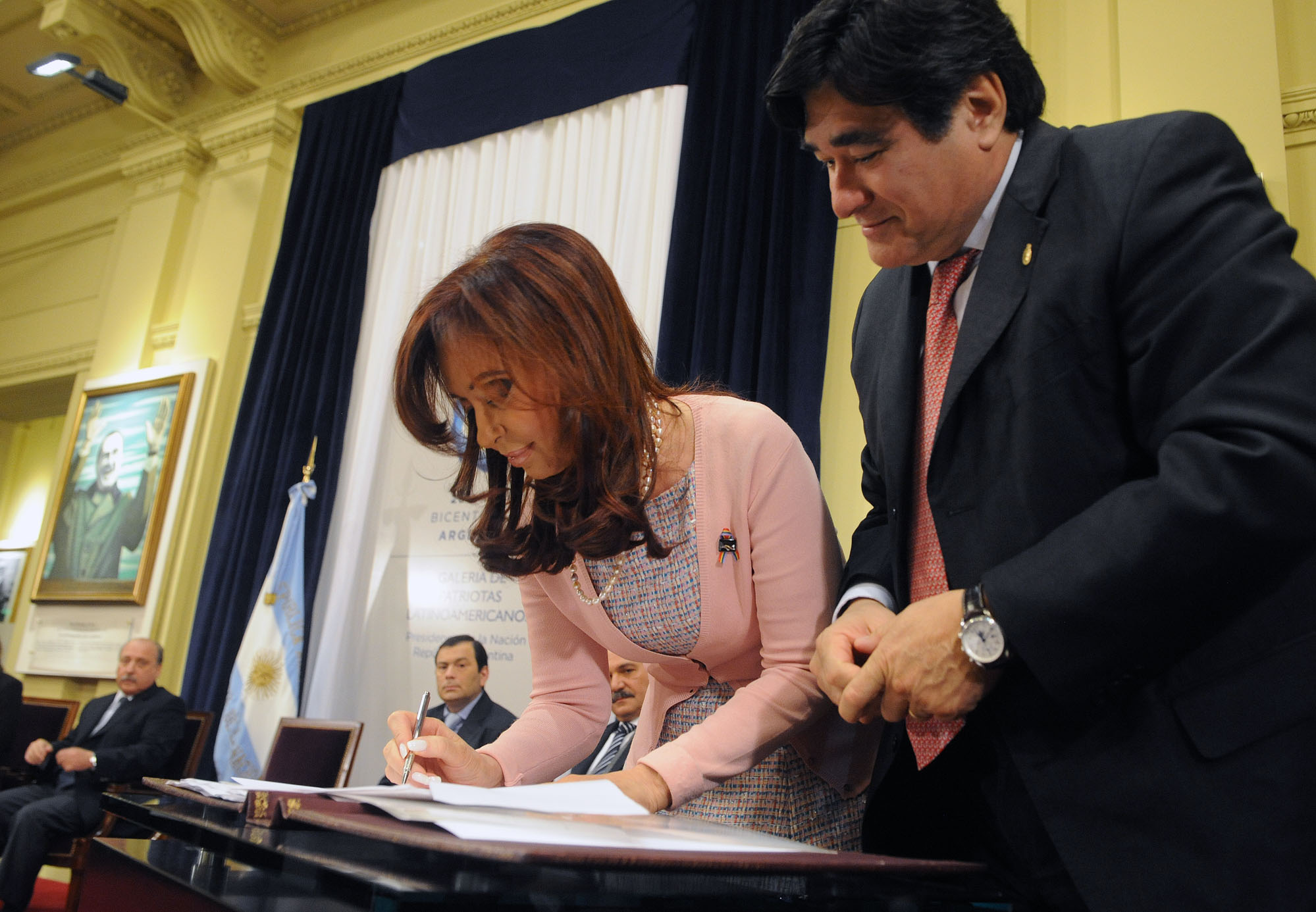
کریستینا فرناندز رئیس‌جمهور آرژانتین در حال امضای قانون ازدواج همجنس‌گرایان

در سال ۲۰۱۰، آرژانتین اولین کشور آمریکای جنوبی بود که ازدواج همجنس گرایان را قانونی کرد. ازدواج همجنس در کشورهای، برزیل و اروگوئه(۲۰۱۳)، کلمبیا(۲۰۱۶)، اکوادور (۲۰۱۹)، کاستاریکا (۲۰۲۰) و شیلی(۲۰۲۲) قانونی هست. در سال ۲۰۱۹، دادگاه عالی مکزیک ممنوعیت ازدواج همجنس را خلاف قانون اساسی اعلام کرد.

#### آفریقا
آفریقای جنوبی تنها کشور در قارهٔ آفریقا است که علاوه بر این که ازدواج همجنس‌گرایان در آن کشور قانونی است، ایشان حق به سرپرستی گرفتن فرزند را نیز دارند و قوانین ضد تبعیض، حامی و ضامن حقوق شهروندی آن‌ها است.
در دسامبر ۲۰۱۳ میلادی، پارلمان اوگاندا همجنس‌گرایی را مصداق جرم و برای همجنس‌گرایان، مجازات «حبس‌ابد» پیش‌بینی کرد. در این طرح، کسانی هم که اطلاعات خود از وجود چنین رابطه‌ای را به مقامات گزارش نکنند، نیز به اقدام مجرمانه محکوم می‌شوند.

#### اقیانوسیه
ازدواج همجنس در استرالیا(۲۰۱۷)، نیوزیلند(۲۰۱۳)، جزیره ایستر(۲۰۲۲)، پلی‌نزی فرانسه(۲۰۱۳)، گوآم(۲۰۱۳)، کالدونیای جدید(۲۰۱۳)، والیس و فوتونا (۲۰۱۳) قانونی شد.

### خدمت در ارتش

خدمت همجنسگرایان در ارتش آزاد است.
منع خدمت همجنسگرایان در ارتش/غیرقانونی بودن همجنسگرایی
اطلاعاتی در دست نیست

ارتش‌های کشورهای گوناگون در سراسر جهان نگاه متفاوتی به موضوع خدمت همجنس‌گرایان در ارتش دارند. بیشتر کشورهای غربی امروزه قانونی راکه موجب آن تنها افراد دگرجنس‌گرا می‌توانند وارد ارتش شوند را برداشته‌اند و به همجنس‌گرایان اجازهٔ خدمت در ارتش را می‌دهند. برای مثال، از ۲۶ (از جمله ایالات متحده، انگلیس و فرانسه) کشور عضو پیمان ناتو ۲۲ کشور به همجنس‌گرایان اجازهٔ خدمت آزادانه را می‌دهند.
در آسیا کشورهایی همچون تایلند، اسراییل، ژاپن، و تایوان اجازهٔ خدمت آزاد همجنس‌گرایان را می‌دهند و کشورهایی همچون ترکیه و ایران همجنس‌گرایان را از خدمت ارتش منع می‌کنند. در ترکیه با آنکه همجنس‌گرایی از لحاظ قانونی جرم محسوب نمی‌شود اما از لحاظ ارتش این کشور بیماری روانی محسوب می‌شود. در ایران نیز همجنس‌گرایی جزو اختلالات جنسی و بیماری‌های روانی به حساب می‌آید. در سال ۲۰۱۰ رئیس‌جمهور روسیه، ولادیمیر پوتین، اعلام کرد که مردان همجنس‌گرا از خدمت در ارتش مستثنی نمی‌شوند.

## اصطلاح‌های دیگر
در ایران، گاهی در گویش خیابانی، از افراد همجنس‌گرا –زن یا مرد– با عنوان تحقیرآمیز «همجنس‌باز» یاد می‌شود، این واژه مانند واژه‌های مشابهی چون کفترباز، قمارباز و … دارای باری منفی بوده و برای القای این بار منفی علیه همجنس‌گرایان استفاده می‌شود. همچنین واژه‌های دیگری نیز در گفتار عوام برای اشاره به افراد همجنس‌گرا وجود دارد که معمولاً تحقیرآمیز و محکوم‌کننده هستند؛ به عنوان مثال همجنس‌گرایان مرد در زبان فارسی با عناوینی چون اِواخواهر، اُبنه‌ای (شخص مفعول در عمل جنسی با همجنس) لواط‌کار و عباراتی زننده‌تر خوانده می‌شوند. البته چنین فحاشی‌هایی به تراجنسیتی‌ها نیز اطلاق می‌شود. این واژه‌ها برای نشان دادن فاعلیت یا مفعولیت در عمل جنسی با همجنس است و مترادف با همجنس‌گرا نیست. هر چند برخی افراد همجنس‌گرا از تصویری که برخی همجنس‌گرایان دیگر ارائه می‌دهند بدشان می‌آید.

## همجنس‌گراهراسی
همجنس‌گراهراسی یا هوموفوبیا واژه‌ای است که در برگیرنده نگرش و احساسات منفی نسبت به همجنس‌گرایان یا دوجنس‌گرایان یا در برخی موارد نسبت به ترنس‌ها است. همجنس‌گراهراسی می‌تواند در رفتارهایی همچون تبعیض یا خشونت نسبت به افراد غیر دگرجنس‌گرا بروز کند. خشونت نسبت به مردان همجنس‌گرا در مقایسه با خشونت نسبت به لزبین‌ها موضوع تحقیق‌های بیشتری بوده‌است. تعصب‌های ضدهمجنس‌گرایی معمولاً در اشخاصی دیده می‌شود که در زندگی روزمرهٔ خود ارتباط شخصی با افراد همجنس‌گرا نداشته‌اند. احتمال اینکه روان‌درمانگران نیز جبهه‌گیری ضدهمجنس‌گرایانه نسبت به مراجعین خود داشته باشند بسیار بالاست. محققان تبعیض علیه همجنس‌گرایان و همجنس‌گراهراسی را با زن‌ستیزی و مردسالاری در ارتباط می‌دانند. به‌طور کلی اشخاص همجنس‌گراستیز دیدگاه‌های زن‌ستیزانه بیشتری دارند و زن را فرودست‌تر از مرد می‌شمارند.
کارگروه ملی همجنس‌گرایان مرد و زن در آمریکا در تحقیقی در سال ۱۹۸۴ نشان داد که ۹۴٪ از مردان و زنان همجنس‌گرای تحت‌پرسش در مقاطعی از زندگی خود قربانی خشونت شده‌اند، و تقریباً نیمی از این افراد با خشونت جسمی مورد تهدید قرار گرفته‌اند. استعلام دیگری در سال ۱۹۹۱ گزارش داد که بیش از ۹۰٪ همجنس‌گرایان مرد و زن هدف خشونت کلامی قرار می‌گیرند و این خشونت در مورد بیش از یک‌سوم آن‌ها به‌طور مستقیم به دلیل گرایش جنسی آن‌ها رخ داده‌است. قرار گرفتن در معرض این خشونت‌ها به‌طور مستقیم احتمال افسردگی، اضطراب، خشم، و علایم اختلال استرسی پس از ضایعه روانی را در همجنس‌گرایان افزایش می‌دهد و از دیگر پیامدهای آن، افزایش اقدام به خودکشی میان همجنس‌گرایان است. از مشهورترین خودکشی‌های میان نوجوانان به خودکشی جیمی رودمایر و تیلور کلمنتی می‌توان اشاره کرد.
همجنسگرا هراسی یکی از دلایل مهم جنایت ناشی از نفرت ضد همجنس‌گرایان است. در سال ۱۹۹۸ قتل متیو شپارد دانشجوی آمریکایی به دلیل همجنس‌گرا بودنش توجهات زیادی را در سطح جهانی به خود جلب کرد. یکی دیگر از قتل‌هایی که بر پایه گرایش‌ها جنسی صورت می‌گرفت و توجه زیادی را به خود جلب کرد قتل هاروی میلک بود. هاروی میلک یک سیاستمدار همجنس‌گرای آمریکایی بود که در دهه هفتاد میلادی پس از چندین مرتبه شرکت در انتخابات انجمنی سر انجام به عضویت انجمن شهر سان فرانسیسکو انتخاب شد. او یک سال پیش از پایان کار خود توسط یکی از همکارانش به همراه شهردار سان فرانسیسکو به قتل رسید. در شب این قتل‌ها بیش از ۳۰ هزار تن درحالیکه شمع‌هایی به دست داشتند در خیابان‌های سن فرانسیسکو به یاد هاروی میلک به راهپیمایی و تظاهرات آرام پرداختند.
همجنس‌گرایان یکی از هدف‌های هلوکاست در زمان آلمان نازی بودند. بین ۵٬۰۰۰ تا ۱۵٬۰۰۰ همجنس‌گرا به اردوگاه‌های مرگ آلمان نازی فرستاده شدند تا درمان شوند. در ۱۲ سپتامبر سال ۲۰۰۳ مجلس قانون‌گذاری آلمان تصویب کرد در یکی از معروف‌ترین خیابان‌های برلین به یاد همجنس‌گرایانی که در اردوگاه‌های کار اجباری جان خود را از دست داده بودند در نزدیکی بنای یادبود قربانیان هلوکاست یادمانی برایشان نصب گردد. میزان پذیرش همجنس‌گرایان و برابری جنسیتی در جوامع اسلامی به طرز قابل ملاحظه‌ای کمتر از جوامع غربی است اگرچه جامعه مسلمانان آلبانی مقداری لیبرال‌تر هستند. همچنین میزان پذیرش همجنس‌گرایان و برابری جنسیتی در جوامع غربی با گذشت زمان افزایش یافته‌است اما در جوامع مسلمان از سال ۱۹۰۰ تا ۲۰۰۰ تغییر قابل ملاحظه‌ای نداشته‌است.
در ۲۱ دسامبر سال ۲۰۱۰ سازمان ملل رأی به قطعنامه‌ای ضد اعدام داد که در آن اعدام افراد بر پایه گرایش جنسی محکوم می‌شود هرچند که اشاره به همجنس‌گرایان در این قطعنامه در ابتدا به دلیل مخالفت کشورهای اسلامی همچون ایران و سومالی با واژه اعدام بر پایه هرگونه تبعیض جایگزین شد، اما پس از درخواست ایالات متحده مبنی بر بازگشت اشاره صریح به نام همجنس‌گرایان این قطعنامه بار دیگر به رأی گذاشته شد و تصویب گشت.
در میان جامعه علمی نیز همجنس‌گراهراسی وجود داشته‌است. وولف گزارش می‌کند که در سال‌های دهه ۱۹۸۰ در میان پژوهشگرانی که بر روی رفتارهای نخستیها بررسی می‌کردند تردید در چاپ مطالب مربوط به شواهد روابط همجنس‌خواهانه در جانوران وجود داشته چرا که از این ترس داشته‌اند که همکارانشان از خود واکنش‌های هوموفوبیک نشان دهند.

## در فرهنگ عمومی

از راست به چپ:لیدی گاگا، کایلی مینوگ و مدونا؛ چهره‌های بارز همجنس‌گرا (گی آیکون‌های مشهور).

همجنس‌گرایی امروزه در عرصه‌های مختلفی همچون فیلم‌های سینمایی، مباحث سیاسی، حقوق اجتماعی و غیره به عنوان یک سوژه مطرح است. علاوه بر این هم‌اکنون همجنس‌گرایان زیادی در عرصه‌های مختلفی همچون سیاست، موسیقی، بازیگری و… مشغول به فعالیت هستند.

### شخصیت‌ها
همجنس‌گرایان زیادی در عرصه فرهنگ و سیاست هم‌اکنون حضور دارند به عنوان مثال الن دی‌جنرس مجری مطرح و مشهور شبکه ان بی سی آمریکایی در سال ۱۹۹۷ اعلام کرد که یک لزبین است. همچنین ریکی مارتین در سال ۲۰۱۰ در سایت خود نوشت: «من افتخار می‌کنم که بگویم، یک همجنس‌گرای خوشبخت هستم.» در عرصه سیاست نیز می‌توان به یوهانا سیگورداردوتیر نخست‌وزیر لزبین ایسلند اشاره کرد که اولین فرد ال‌جی‌بی‌تی در دنیا محسوب می‌شود که با گرایش جنسی آشکارا به چنین پستی رسیده‌است. گیدو وستروله وزیر امور خارجه آلمان نیز همجنس‌گرا است.
امروزه به افراد مشهوری که در اذهان عمومی مورد حمایت و دارای محبوبیت در میان همجنس‌گرایان، دوجنس‌گرایان و تغییر جنسیت دهندگان هستند گی آیکون (به انگلیسی: gay icon؛ به معنی «نماد همجنس‌گرایی») اطلاق می‌شود. این افراد عموماً از حقوق همجنس‌گرایان دفاع می‌کنند یا خود یکی از آنان هستند. لیدی گاگا خواننده معروف آمریکایی که خود یک دوجنس‌گرا است یکی از چهره‌های بارز همجنس‌گرا است. بریتنی اسپیرز خواننده مشهور نیز یکی دیگر از چهره‌های بارزی است که خود یک دگرجنسگرا است و از او در سال ۲۰۱۸ به‌دلیل تأثیرات بسیار در ارتقاء حقوق برابری افراد ال‌جی‌بی‌تی با جایزه پیشتاز در جایزه رسانه‌ای گلد تقدیر شد.

### سینما
فیلم‌های سینمایی بسیاری با مضمون همجنس‌گرایی و همجنس‌گرایان تاکنون ساخته شده‌است. فیلم‌هایی همچون بوسهٔ زن عنکبوتی، کوهستان بروکبک، میلک، بچه‌ها حالشان خوب است، مرا با نامت صدا کن و مهتاب که داستان هر شش فیلم پیرامون همجنس‌گرایان و همجنس‌گرایی است به ترتیب در سال‌های ۱۹۸۶، ۲۰۰۶، ۲۰۰۹، ۲۰۱۱، ۲۰۱۸ و ۲۰۱۷ نامزد دریافت جایزه اسکار بهترین فیلم شدند. مهتاب تنها فیلمی بود که برنده بهترین فیلم اسکار شد. مرا با نامت صدا کن برنده بهترین فیلمنامه، میلک برنده بهترین بازیگر نقش اول مرد و کوهستان بروکبک برنده بهترین کارگردانی شد. کوهستان بروکبک داستان زندگی دو گاوچران همجنس‌گرا است که در دهه ۶۰ و ۷۰ میلادی است که رابطه آن‌ها به خاطر مشکلات و جامعه آن روز دچار فراز و نشیب‌های زیادی است. در فیلم میلک که در واقع داستان واقعی هاروی میلک یک سیاستمدار و فعال حقوق همجنس‌گرایان است شان پن به خاطر بازی در نقش هاروی میلک برنده جایزه اسکار شد.
فیلم بوسهٔ زن عنکبوتی داستان دو زندانی است که یکی از آنان هم‌جنس‌گراست و دیگری مبارزی چپ است. مقدار زیادی از فیلم تقابل نگاه این دو را با هم نشان می‌دهد که هردو در نهایت از یک نظام دست راستی و دیکتاتوری درد می‌کشند. این فیلم برندهٔ جایزهٔ اسکار بهترین نقش اصلی شده‌است.

## همجنس‌گرایی و مذهب
سه دین ابراهیمی یهودیت، مسیحیت و اسلام با همجنس‌گرایی مخالفت کرده‌اند. بعضی عقیده دارند که هم‌جنس‌گرایی خود یک گناه است در حالی که عده‌ای دیگر تنها اعمال همجنس‌گرایانه را گناه می‌دانند. البته تعدادی از دینداران در این زمینه موافقت دارند، چنان‌که برخی کلیساها عقد شرعی همجنس‌گرایان را جاری می‌کنند و برخی نیز، این عمل را مطرود می‌دانند. در حالت کلی اما بررسی‌ها نشان می‌دهند که اکثر گروه‌های باورمندان به دین، دیدگاه منفی نسبت به همجنس‌گرایی دارند.
یهودیت
همجنس‌گرایی در طی تاریخ یهودیت به عنوان عُرفی از زندگی پذیرفته شده بود. با این وجود تا سده اخیر، در زبان عبری واژه‌ای خاص برای «همجنس‌گرایی» وجود نداشت.
در آئین یهود، در مذهب ارتدکس رابطه جنسی بین دو همجنس ناپذیرفتنی است. اما در سه مذهب دیگر یعنی اصلاح‌گرا، نوسازمان گرا و محافظه‌کار همجنس‌گرایی به عنوان یک شیوهٔ زندگی مورد قبول و اجازه ورود به مرحله خاخامی وجود دارد.
مسیحیت
بیشتر مکتب‌های مسیحی همجنس‌گرایان را طرد نمی‌کنند (همان‌طور که هیچ گناه‌کاری را طرد نمی‌کنند) اما اکثر آن‌ها بر این نکته پافشاری می‌کنند که روابط همجنس‌خواهانه گناه است. هرچند که برخی دیگر همجنس‌گرایی را گناه نمی‌دانند. کلیساها در قرون وسطی مواضعی سرسختانه از خود در برابر همجنس‌گرایی نشان می‌دادند و مجازات همجنس‌گرایی مرگ بوده‌است.
پاپ فرانسیس به عنوان پاپ، تاکنون واضح‌ترین دفاع از همجنس‌گرایان را داشته‌است و از زندگی مشترک زوج‌های همجنس حمایت می‌کند. 
«آنها هم فرزندان خدا هستند و حق دارند که در یک خانواده باشند. هیچ‌کس نباید آنها را کنار بگذارد یا زندگی را برایشان سخت کند.»
 «اگر یک شخص همجنس‌گراست و در جستجوی خداوند است و حسن نیت دارد، من که هستم که قضاوت کنم؟»
 پاپ همچنین از والدینی که فرزند همجنس‌گرا دارند خواسته‌است که از فرزندان خود حمایت کنند و آن‌ها را محکوم نکنند.
کلیسای ارتدکس هرگونه رابطه بین دو همجنس را مردود می‌داند. با این وجود برخی کلیساها همچون کلیسای انگلیکان کانادا، کلیسای منونایت هلند و کلیسای سوئد و بسیاری دیگر از کلیساها در کشورهایی همچون نروژ و آلمان ازدواج همجنس‌گرایان را رسمی می‌دانند و آن را تقدیس می‌کنند.
برخی از استادان الهیات پیشنهاد کرده‌اند کلیساهای کاتولیک نباید درهای خود را بر روی زوج‌های همجنس‌گرا ببندد.
در سال ۲۰۱۱ و پس از قتل یکی از فعالان حقوق همجنس‌گرایان در اوگاندا اسقف اعظم کانتربری بیانیه‌ای صادر کرد که در آن هشدار داده بود نباید از همجنس‌گرایان چهره‌ای اهریمنی نشان داد. او افزوده بود سخنانی که چهره‌ای شیطانی از همجنس‌گرایان نشان می‌دهد عواقب خطرناکی دارد. بیانیه او مورد حمایت اکثر رهبران مذهبی انگلیکان قرار گرفت. آن‌ها در حمایت از چنین بیانیه گفته بودند: ما از این سخنان حمایت می‌کنیم چرا که هیچ‌کس نباید به خاطر تعصب‌های دیگران در ترس و وحشت زندگی کند.
اسلام
اصطلاح همجنس‌گرایی در واژه‌شناسی اسلامی وجود ندارد ولی نزدیک‌ترین واژه به آن عبارت «لواط» است که اعمال جنسی میان دو مرد است که برگرفته از نام قومی است که در قرآن به عنوان قوم لوط آمده‌است
قرآن در آیات مختلفی داستان لوط و قوم او را بیان می‌کند و برای عمل این قوم تعابیر مانند فحشا، اسراف، جرم،  ظلم، خباثت، جهالت و فسق آورده‌است
لواط از جانب محمد، پیامبر اسلام و تمامی امامان شیعه نهی شده و از عواقب اخروی آن به شدت یاد شده‌است. مجازات‌های دنیوی سنگینی نیز برای لواط و دیگر کنش‌های همجنس‌خواهانه در نظر گرفته شده‌است. در فقه شیعه و قوانین ایران؛ لواط، که معمولاً دخول کامل مقعدی بین دو مرد تعریف می‌شود، کیفر اعدام دارد، تفخیذ و قراردادن آلت تناسلی بین دو کپل مجازات حدی ۱۰۰ ضربه تازیانه و در بار سوم یا چهارم اعدام، بوسیدن پسران از روی شهوت و خوابیدن عریان دو مرد یا دو زن در زیر پوشش مشترک، بدون وجود ضرورت، مجازات تعزیری دارد. مساحقه به معنی آلت‌مالی دو زن نیز مستحق مجازات حدی یکصد ضربه شلاق و در نوبت چهارم مستوجب اعدام است.
در مذهب شافعی فتاوایی از برخی فقها آمده که بر اساس آن لواط با غلام مملوک (عبد) حد ندارد و مخالفینشان نیز آن را به حلال بودن لواط تعبیر کرده‌اند. همچنین مشهور است مالک بن انس پیشوای مذهب مالکی لواط را جایز دانسته، هرچند در المؤطای مالک چنین چیزی وجود ندارد و مالکیان نیز آن را قبول ندارند. مرتضی راوندی در کتاب تاریخ اجتماعی ایران در این مورد نوشته‌است: «شاهدبازی حرام است و همهٔ پیران و زاهدان کنند. وقتی فقهای اربعه با این اوضاع روبرو می‌شدند ناچار بودند فتوایی بدهند که نه سیخ بسوزد نه کباب. لذا برخی غلام غیرمملوک را منع و غلام مملوک را تجویز کرده‌اند.»
محسن کدیور، نواندیش دینی، همجنس‌گرایی را در اسلام رد می‌کند. اکبر گنجی همجنس‌گرایی را طبیعی دانسته و دیدگاه محسن کدیور را نقد کرده‌است.
عبدالکریم سروش، دیگر نواندیش دینی، می‌گوید «حق‌خواهی همجنس‌گرایان مسئلهٔ جدیدی است که او هنوز قادر نشده سخن قاطعی در باب آن بگوید.»
بهاییت
آیین بهایی رابطه جنسی میان مردان را رد می‌کند و هرگونه رابطه جنسی میان همجنس را تحریم کرده‌است. مجازات لواط و زنا در بهاییت از پیش تعیین شده نیست و تعیین آن به بیت العدل سپرده شده‌است. شوقی ربانی در توضیح ممنوعیت روابط همجنس‌گرایانه گفته‌است: «هر قدر عشق و محبت بین دو همجنس شدید و خالص باشد، اگر به روابط جنسی منجر گردد نادرست و خطاست.»
اخیراً بیت العدل در اعلامیه‌ای جدید اعلام نموده: «هرگونه تعصب یا انزجار از همجنس گرایان مخالف و مغایر با روح آیین بهایی است. افزون بر این، بهاییان مأمورند که مدافع و حامی مظلومین باشند و از کسانی که حقوق اساسی شان نقض شده با تمام توان دفاع کنند…» همچنین در ادامه آورده شده: «بهاییان باید ناگزیر میان وجوهی از امور اجتماعی که با تعالیم بهایی همخوانی دارد و جنبه‌هایی که با تعالیم بهایی سازگاری ندارد تمایز گذارند. در حالت نخست، بهاییان می‌توانند فعالانه از آن امور اجتماعی حمایت کنند ولی در حالت دوم، نه حمایت می‌کنند و نه مخالفت.»
هندوئیسم
در حال حاضر همجنس‌گرایی در میان پیروان مذهب هندو به‌طور کلی پذیرفته شده‌است با این حال از آن جا که متون این مذهب به‌طور صریح و روشن در مورد همجنس‌گرایی جهت‌گیری نمی‌کند همجنس‌گرایی در میان هندوها دارای مخالفان و موافقانی هست. برای مثال مخالفان طبیعی خواندن همجنس‌گرایی بیان می‌کنند که عشق واقعی بین یک زن و یک مرد می‌تواند رخ دهد و از همین جهت رابطه جنسی تنها در میان یک زن و یک مرد قابل پذیرش است در حالی که موافقان ابراز می‌دارند در هیچ‌یک از متون مذهب هندو ذکر نشده که عشق تنها میان دو جنس مخالف است و از آن جا که عشق و رابطه رمانتیک میان دو همجنس نیز می‌تواند رخ دهد، پس رابطه جنسی با همجنس نیز طبیعی است.
دین زرتشتی
اگرچه در گات‌ها که به زرتشت نسبت داده می‌شود اثری از منع همجنس‌گرایی نیست در بخش وندیداد به صراحت همجنس‌گرایی منع شده‌است. وندیداد به زرتشت منسوب نیست و نگارش آن به مغ‌های زمان اشکانیان نسبت داده می‌شود. در دید زرتشتی، جهان صحنه نبرد خیر و شر است و از آنجا که یکی از وظایف پیروان خیر تولید حیات جدید به شیوه اهورامزدا و امرتات، زمین، است، نازایی هم‌جنس‌گرایی، به تصریح متون زرتشتی به روشنی آن را در سوی شر قرار می‌دهد. بنا بر افسانه تأسیس سرزمین‌های ایران در وندیداد، آمیزش جنسی بین مردان از سوی روح شر برای آزار رساندن به نهمین خلقت اهورامزدا، سرزمین هیرکانی، ایجاد شده‌است. عمل آمیزش جنسی مردان در اوستا به عنوان عملی گناهکارانه و مستوجب مجازات شناخته شده‌است. تمایزی بین انجام این عمل با رضایت طرفین و بی رضایت وجود دارد. اگر خلاف میلش مجبور به این کار شده باشد مجازات اش «هشتصد ضربه با شلاق اسب، و هشت فلک» است، که برابر مجازات مثلاً کشتن یک سگ است؛ ولی اگر این کار را رضایتمندانه انجام داده باشد گناه او جبران ناشدنی ست. علاوه بر این، هر دو شریک فعال و مفعول دیو شمرده شده متعلق به خلقت شر هستند و پس از مرگ دیو می‌مانند. ً دینکرد، به ما می‌گوید که ارواح مشارکت کنندگان فعال و مفعول این آمیزش به دلیل نزدیکی به دیوان خود ظاهری چون دیو دارند.
شیطان‌پرستی
در شیطان‌پرستی، هر نوع رابطه جنسی که بین دو فرد بالغ و رضایتمند انجام شود قابل قبول است و همجنس‌گرایی نیز منعی ندارد.
آنها از قانونی شدن ازدواج همجنس‌گرایان نیز حمایت می‌کنند.
پذیرش همجنس‌گرایی از سوی برخی دینداران

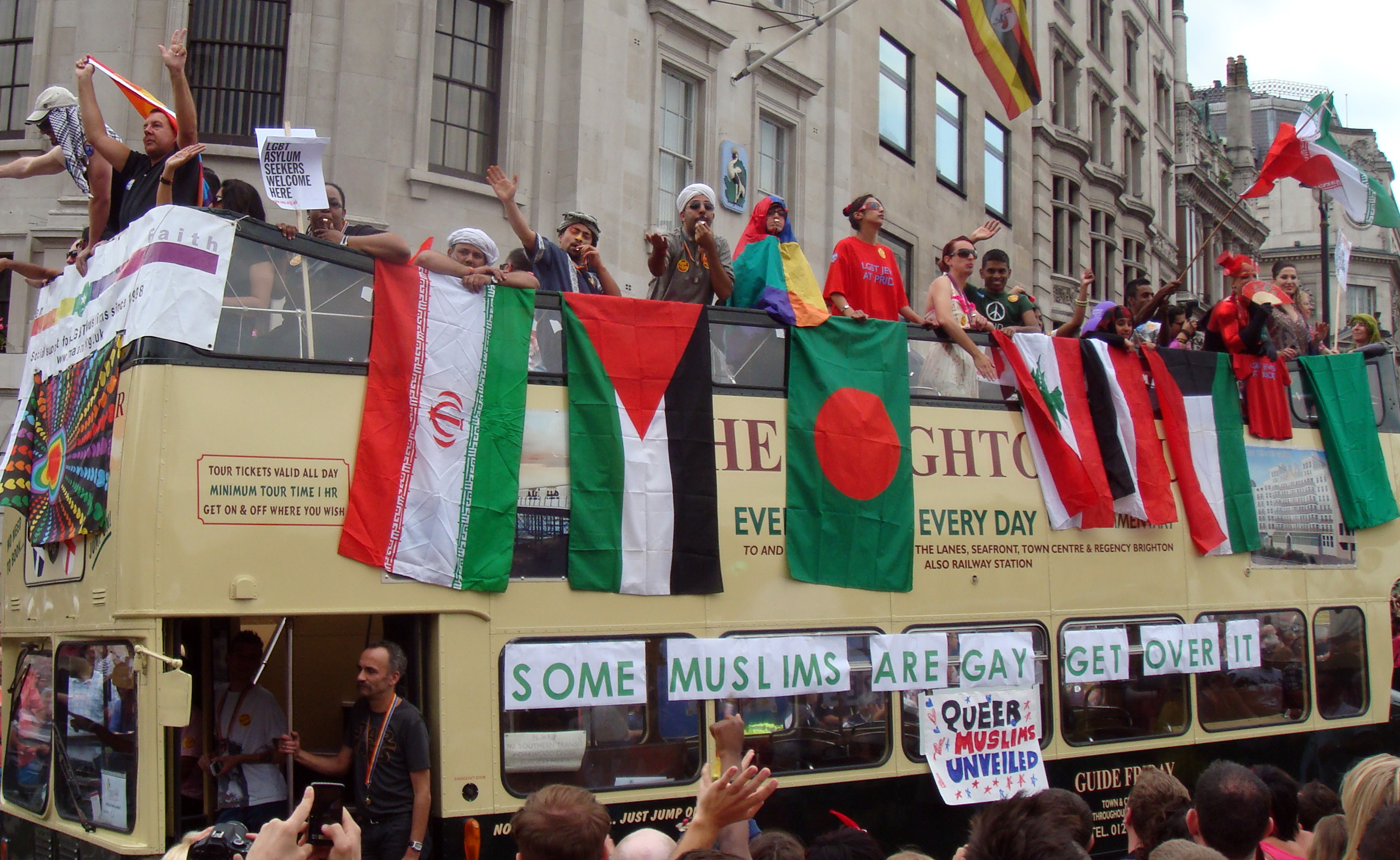
اتوبوسی از مسلمانان همجنس‌گرا در رژه همجنس‌گرایان لندن. روی آن نوشته شده‌است: «بعضی از مسلمانان همجنس‌گرا هستند. با آن کنار بیایید.»

در مسیحیت، برخی کلیساها همچون کلیسای انگلیکان کانادا، کلیسای منونایت هلند و کلیسای سوئد و بسیاری دیگر از کلیساها در کشورهایی همچون نروژ و آلمان ازدواج همجنس‌گرایان را رسمی می‌دانند و آن را تقدیس می‌کنند.
برخی از استادان الهیات پیشنهاد کرده‌اند کلیساهای کاتولیک نباید درهای خود را بر روی زوج‌های همجنس‌گرا ببندد.
و برخی همجنس‌گرایی را گناه نمی‌دانند. در گرایش‌هایی از یهودیت، یعنی نوسازمان گرا و محافظه‌کار همجنس‌گرایی به عنوان یک شیوهٔ زندگی مورد قبول است و اجازه ورود به مرحله خاخامی وجود دارد.
به‌طور کلی دیدگاه مسلمانان در مورد همجنس‌گرایی به دو دسته تقسیم می‌شود؛ گروهی که همجنس‌گرایی را عملی گناه و انحرافی جنسی و قابل تغییر می‌دانند و گروهی که همجنس‌گرایی را به عنوان یک گرایش طبیعی جنسی به رسمیت می‌شناسند. با تمام سرسختی‌هایی که در مقابل همجنس‌گرایی در میان علمای اسلام وجود دارد، تعداد بسیار کمی از امامان مساجد نه تنها اسلام را مخالف همجنس‌گرایی نمی‌دانند بلکه ازدواج دو زوج همجنس را به صورت دینی یعنی نکاح به اجرا درمی‌آورند.
به گفتهٔ آرش نراقی استاد فلسفه دین، برای بررسی دیدگاه اسلام دربارهٔ همجنس‌گرایی بایستی به تمایز همجنس‌گرایی و لواط توجه کرد. همجنس‌گرایی نوعی روش زندگی جدید است که در آن شخص از انکار و سرکوب گرایش جنسی خود دست برداشته و آن را در شیوهٔ زندگی خود رعایت می‌کند، چنین مفهومی مطلقاً برای پیشینیان شناخته شده نبوده‌است. در حالی که لواط در فرهنگ دینی، ادبی و حقوقی به یک عمل جنسی اشاره دارد که عمدتاً بین یک مرد بالغ و یک نوجوان واقع می‌شود؛ و در قرآن آنچه به صراحت نهی شده «عمل زشت» قوم لوط است که نوعی تجاوز به عنف بوده که بیشتر قربانیان آن کودکان و نوجوانان بوده‌اند.

## وضعیت سلامتی

### مشکلات روانی
احتمال بروز بعضی مشکلات روانی از قبیل افسردگی، اختلال‌های اضطراب و خلق‌وخو، و سوءمصرف مواد مخدر در میان افراد ال‌جی‌بی‌تی نسبت به دگرجنس‌گرایان بالاتر است. و علت آن نیز فشارهای اجتماعی، و تجربهٔ تبعیض و خشونتی است که همجنس‌گرایان تنها به دلیل گرایش جنسی خود با آن مواجه می‌شوند. همجنس‌گراهراسی و ننگ دانستن همجنس‌گرایی در جامعه از مهم‌ترین دلایل تبعیض و خشونت علیه همجنس‌گرایان است که منجر به بروز استرس و اضطراب اقلیت در آن‌ها می‌شود. وجود سیستم‌های حمایتی کارآمد در جامعه به منظور پشتیبانی از اقلیت‌های جنسی و همجنس‌گرایان می‌تواند آسیب‌های روانی وارده به همجنس‌گرایان و احتمال اقدام به خودکشی در میان آنان را کاهش دهد.
احتمال اقدام به خودکشی در مردان و زنان همجنس‌گرا و دوجنس‌گرا در مقایسه با دگرجنس‌گرایان بیشتر است. با توجه به بالاتر بودن میزان اقدام به خودکشی میان زنان نسبت به مردان، این نسبت در میان همجنس‌گرایان نیز برقرار است و زنان همجنس‌گرا نسبت به مردان همجنس‌گرا بیشتر در معرض اقدام به خودکشی قرار دارند. نژاد و سن از عوامل تعیین‌کننده در افزایش میزان خطر برای اقدام به خودکشی در افراد ال‌جی‌بی‌تی است. به عنوان مثال، احتمال اقدام به خودکشی در مردان همجنس‌گرا و دوجنس‌گرای سفیدپوست آمریکایی پس از رسیدن به ۲۵ سالگی نصف می‌شود. مقایسهٔ جوانان همجنس‌گرایی که اقدام به خودکشی می‌کنند با همجنس‌گرایانی که اقدام به خودکشی نکرده‌اند نشان می‌دهد گروه اول بیشتر در معرض برخوردهای نامناسب ضد همجنس‌گرایانه بوده‌اند، اکثراً از مهارت‌های کنار آمدن با تبعیض، انزوا، و تنهایی برخوردار نبوده‌اند، و احتمال اینکه از سمت خانواده طرد شده باشند بیشتر بوده‌است.

### مشاوره و روان درمانی
بسیاری از افراد همجنس‌گرایی که به دنبال مشاوره هستند این کار را به دلایلی مشابه دلایل دگرجنس‌گرایان انجام می‌دهند. اضطراب، مشکل در روابط خصوصی، مشکل در کنار آمدن با شرایط کاری یا اجتماعی و غیره از جمله این دلایل است. گرایش جنسی این افراد ممکن است در روند درمان نقشی اصلی یا جانبی ایفا کند یا اصلاً فاقد هیچ اهمیتی باشد. دلیل مراجعهٔ یک فرد همجنس‌گرا برای مشاوره هر چه که باشد، احتمال فراوانی وجود دارد که خود مشاور نیز جهت‌گیری‌های تبعیض‌آمیز و ضد همجنس‌گرایانه نسبت به مراجعه‌کننده داشته باشد.

### بیماری‌های مقاربتی
نسبت به آمیزش جنسی بین زن و مرد، بیماری‌های ایدز، سوزاک، سفلیس و زگیل مقعدی در آمیزش کنندگان مرد با مرد فراوانی بیشتری دارند، طبق مطالعات سال ۱۹۸۰ در یک مرکز درمانی بیماری‌های جنسی در شهر دنور ایالات متحده آمریکا اورتریت غیر گنوگوکی، هرپس تناسلی، شپشک عانه و جرب فراوانی کمتری داشتند. فراوانی سوزاک حلقی هم در بین همجنس‌گرایان مرد دو الی دو و نیم برابر زنان دگرجنس‌گرا و چهار الی هفت برابر مردان دگرجنس‌گرا است. مردان همجنس‌گرا در معرض ابتلای بیشتری از سیتومگالوویروس هستند. در صورتی که سکس گروهی صورت گیرد خطر هپاتیت ای و شیگلوز در آمیزش جنسی آلت به دهانی مرد با مرد دیده می‌شود شیگلوز در همجنس‌گرایان مرد به صورت نامتناسبی فراوان دیده می‌شود که به آمیزش زبان مقعدی منسوب شده‌است. مردانی که با مردان آمیزش جنسی انجام می‌دهند، ۱۷ برابر بیش از مردان دگرجنس‌گرا در معرض سرطان مقعد هستند. البته شایان ذکر است دلیل این امر ویروس HPV یا همان ویروس پاپیلومای انسانی است و ارتباطی با دخول و آمیزش مقعدی ندارد و در صورت ابتلای یکی از طرفین به این ویروس، می‌تواند از طریق ارتباط پوستی منتقل شده و سبب ایجاد انواع سرطان شود.
برآورد نسبی بروز عفونت جدید HIV در آمریکا بر حسب دسته‌بندی، ۲۰۱۴
به گزارش آژانس امنیت سلامت انگلستان در سال ۲۰۲۱ برای اولین بار در یک دهه افراد دگراجنسگرای بیشتری نسبت به مردان همجنسگرا مبتلا به اچ‌آی‌وی شناخته شدند. در سال ۲۰۲۱ از کل افراد شناسایی شده ۴۵ درصد مردان همجنسگرا و ۵۰ درصد افراد دگرجنسگرا بودند.
هپاتیت سی در مردان آمیزش‌کنندهٔ مقعدی با مردی که مبتلا به ویروس ایدز هستند، سریعتر از گروه‌های دیگر منتقل می‌شود. در مناطق پیشرفته، که همه‌گیری هپاتیت ای در سطح پایین است، قرار گرفتن در گروه مردان همجنس‌گرا ریسک فاکتور بالای بیماری در نظر گرفته می‌شود و این افراد باید علیه هپاتیت ای واکسینه شوند. مردان همجنس‌گرا جزو گروه‌های با خطر بالا در زمینه انتقال ویروس هپاتیت بی هستند.
علاوه بر بیماری‌های آمیزشی دیگر، ایدز یکی از بیماری‌هایی است که همجنس‌گرایان مرد با آن رو به رو هستند و پلی‌گامی در روابط همجنس‌گرایانهٔ مرد به مراتب خطرناک‌تر از پلی‌گامی در روابط دگرجنس‌گرایانه است. بررسی‌های دفتر ایدز سازمان ملل متحد نشان می‌دهند که شیوع ایدز در میان مردانی که با همجنسان خود رابطهٔ جنسی دارند، ۲۰ برابر شیوع آن در جامعه‌است. خطر انتقال ویروس اچ‌آی‌وی در مردان همجنس‌گرا دو برابر مردان دگرجنس‌گراست به‌طوری‌که در اولین رابطه با فرد آلوده، احتمال ابتلا در حدود ۰٫۲ درصد است. هرچند که استفاده از کاندوم سالم و عدم ورود ترشحات مایع منی به داخل بدن می‌تواند مانع از ابتلا به ایدز شود و این خطر را تقریباً به صفر می‌رساند. البته باید به خاطر داشت خطر ابتلا به ایدز به هنگام آمیزش با فرد آلوده همواره وجود دارد. البته باید خاطر نشان کرد انتقال بیماری ایدز ارتباطی به نفس همجنس‌گرایی ندارد و این ویروس فارغ از گرایش جنسی به علت ارتباط جنسی منتقل می‌شود.

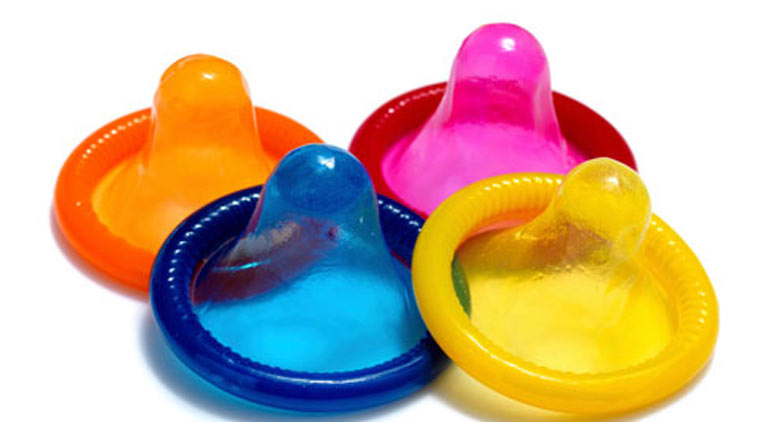
کاندوم مطمئن‌ترین راه برای پیشگری از ایدز و بیماری‌های مقاربتی

به‌طور کلی به همجنس‌گرایان توصیه می‌شود همواره سکس امن (همراه با کاندوم) داشته باشند. هرچند در صورتی که طرفین هیچ‌یک به بیماری‌های مقاربتی و اچ‌آی‌وی مبتلا نباشند و رابطه مونوگومی (تک همسری) با یکدیگر داشته باشند و از رابطه جنسی با افراد گوناگون خودداری نمایند می‌توانند به استفاده از کاندوم خاتمه دهند.
در بعضی کشورها همچون ایالات متحده، به دلیل آنکه مردانی که با همجنسان خود رابطه جنسی برقرار می‌کنند جزو گروه‌های پرخطر از دیدگاه امکان آلوده بودن به بیماری ایدز قرار دارند، این افراد حداقل باید سه ماه از آخرین رابطه جنسیشان با مرد دیگر گذشته باشد تا اجازه اهدای خون داشته باشند.
عامل‌های خطرزای سرطان پستان در همجنس‌گرایان زن، شامل چاقی، مصرف الکل، سیگار، و نداشتن فرزند متولد شده، بالاترین فراوانی در بین تمام گروه‌های زنان است. بنا به تصریح مرکز پیشگیری و کنترل بیماری‌های دولت ایالات متحده آمریکا (CDC)، نسبت به جمعیت عادی، همجنس‌گرایان و تراجنسی‌ها، همگی درصد بالاتری از مصرف الکل و مواد مخدر دارند و سخت‌تر هم ترک می‌کنند. همجنس‌گراهراسی، تبعیض و خشونت علیه همجنس‌گرایان از دلایل رو آوردن این گروه به الکل و مواد مخدر است.

## رفتار همجنس‌گرایانه در جانوران

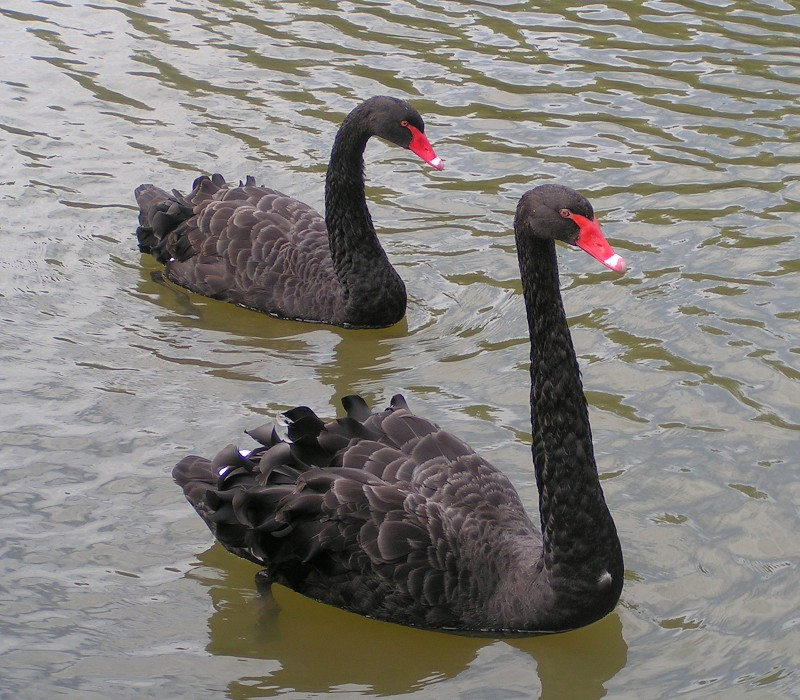
قوهای سیاه همجنس‌گرا

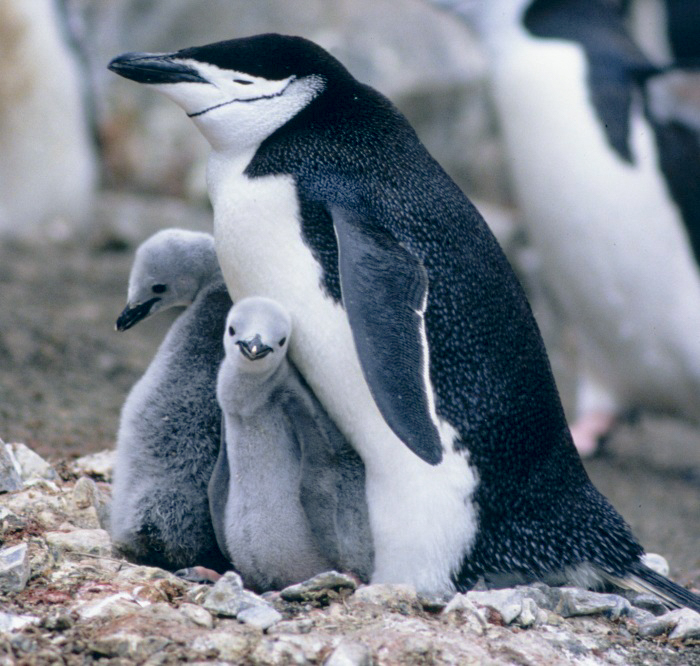
روی و سیلو، دو پنگوئن همجنس‌گرای باغ وحش نیویورک: هنگامی که تخمی واقعی در زیر آن‌ها گذاشته شده، از جوجهٔ به دنیا آمده همانند فرزند خودشان نگهداری نمودند.

رفتارهای همجنس‌گرایانه و دوجنس‌گرایانه تاکنون در ۱۵۰۰ گونه جانوری - از پستانداران گرفته تا خرچنگ‌ها و کرم‌ها - مشاهده شده‌است، ولی تصور می‌شود که رقم واقعی، بسیار بیشتر از این باشد. رفتارهای همجنس‌گرایانه به‌خصوص در جانوران گله‌زی با زندگی گروهی پیچیده شایع‌تر است و نقشی اساسی در زندگی آنان بازی می‌کند. باور بر این است که رفتارهای همجنس‌خواهانه در نخستیها ریشه اجتماعی دارند و انسان‌ها در این میان، پتانسیل بالایی برای رفتارهای دوجنس خواهانه از گذشته خود حفظ کرده‌اند.
جانت مانن استاد دانشگاه جورج تاون، این نظریه را مطرح کرده‌است که همجنس‌گرایی در دلفینها، مزیتی است که در اثر فرگشت به وجود آمده و حملات و تجاوزهای درون‌گونه‌ای را به ویژه در نرها کاهش می‌دهد.
- بعضی پنگوئنهای نر تمایل به تشکیل جفت با نرهای دیگر و لانه‌سازی مشترک با آن‌ها دارند. در این مواقع از یک سنگ به عنوان جایگزین تخم استفاده می‌شود. در سال ۲۰۰۴ پارک مرکزی جانوران[E ۵] واقع در ایالات متحده آمریکا، سنگ یادشده را با یک تخم بارور جایگزین کرد که زوج نر آن را به عنوان فرزند خود بزرگ کردند. باغ وحشهای آلمانی و ژاپنی نیز گزارش‌هایی دربارهٔ همجنس‌گرایی بین پنگوئن‌هایشان منتشر کرده‌اند. این پدیده همچنین در زیستگاه آبی کلی تارلتون[E ۶] در آوکلند نیوزیلند مشاهده شده‌است.[۴۳۰]
- معاشقه و دخول کامل در روابط گاوهای نر، به ویژه گاومیش کوهان‌دار آمریکایی معمول است. روابط جنسی میان زوج‌های همجنس در میان آهوها نیز بسیار رایج است.
- همجنس‌گرایی در گوسفندان (که در ۶ تا ۱۰٪ قوچ‌ها دیده می‌شود) همراه با تفاوت در حجم بخش‌های معینی از مغز و فعالیت‌های شیمیایی است. مطالعاتی که مجلهٔ درون‌ریزشناسی انجام داد، نشان داد عوامل فیزیولوژیکی و زیست شناختی در این گرایش تأثیرگذارند.[۴۳۱] به گفته بیلی و همکاران، انسان‌ها و گوسفندان اهلی تنها حیواناتی هستند که به‌طور قطعی جهت‌گیری همجنس‌گرایی را نشان می‌دهند.[۷۵]
- گوسفندان نر کوهی آمریکایی نیز از این نظر به دو دسته تقسیم می‌شوند: آن‌ها که درگیر روابط همجنس‌گرایانه می‌شوند و گروه دیگر که این‌گونه نیستند.[۴۳۲][۴۳۳]
- در میان کبوتران نیز هم‌جنس‌گرایی نرها دیده می‌شود.[۴۳۴]
- یک چهارم جفت‌های قوی سیاه همجنس‌گرا هستند (اکثراً مذکر)؛ این جفت‌ها با دزدیدن لانه‌ها و تخم‌های دیگر از آن‌ها نگهداری کرده و از جوجه به دنیا آمده همانند جوجه خود، مراقبت می‌کنند. در برخی دیگر از موارد جفت‌های نر همجنس‌گرا با یک قوی ماده رابطه برقرار کرده و پس از اینکه قوی ماده تخم گذاشت، او را فراری می‌دهند.[۴۳۵][۴۳۶]

علاوه بر موارد ذکر شده همجنس‌گرایی در جانورانی همچون مارمولک، سنجاقک، شیرها، و حتی حشراتی که در رختخواب زندگی می‌کنند دیده شده‌است.
بررسی بر روی گونه‌ای فنچ، نشان داده‌است که زوج‌های همجنس با روش‌هایی چون آواز خواندن برای هم و آراستن دیگری با منقار خود، پیوند میان خود را محکم می‌کنند. نتایج این پژوهش نشان می‌دهند که روابط در میان جانوران، حتی پرندگان، می‌توانند بسیار پیچیده‌تر از یک نر و ماده صرف که با هم جفت می‌شوند و زایش می‌کنند، باشند.

## یادداشت
1. ↑  Stonewall riot
2. ↑  E. E. Evans-Pritchard
3. ↑  Janet Mann
4. ↑  Georgetown University
5. ↑  Central Park Zoo
6. ↑  Kelly Tarlton's aquarium